# ダラス美術館
ダラス美術館 (The Dallas Museum of Art／DMA) はアメリカ合衆国テキサス州ダラスのアート・ディストリクト (the Arts District) にある美術館である。ウッドール・ロジャース・フリーウェイ (Woodall Rodgers Freeway) 沿い、セント・ポール通りとハーウッド通りの間に位置している。1984年まではフェア・パークの中にあったが、同年にアート・ディストリクトに移転した。建築は、アメリカ建築家協会AIAゴールドメダルを2007年に受賞したエドワード・ララビー・バーンズの設計による。
紀元前3000年から現代まで、24,000点以上の芸術品を収蔵している。大胆な展示方針や受賞歴のある教育プログラムでも知られている。付属の図書館であるミルドレッド・R＆フレデリック・M・メイヤー図書館 (The Mildred R. and Frederick M. Mayer Library) では、50,000冊以上の本がキュレーターや一般の利用者に公開されている（貸し出しは行っていない）。

## 歴史

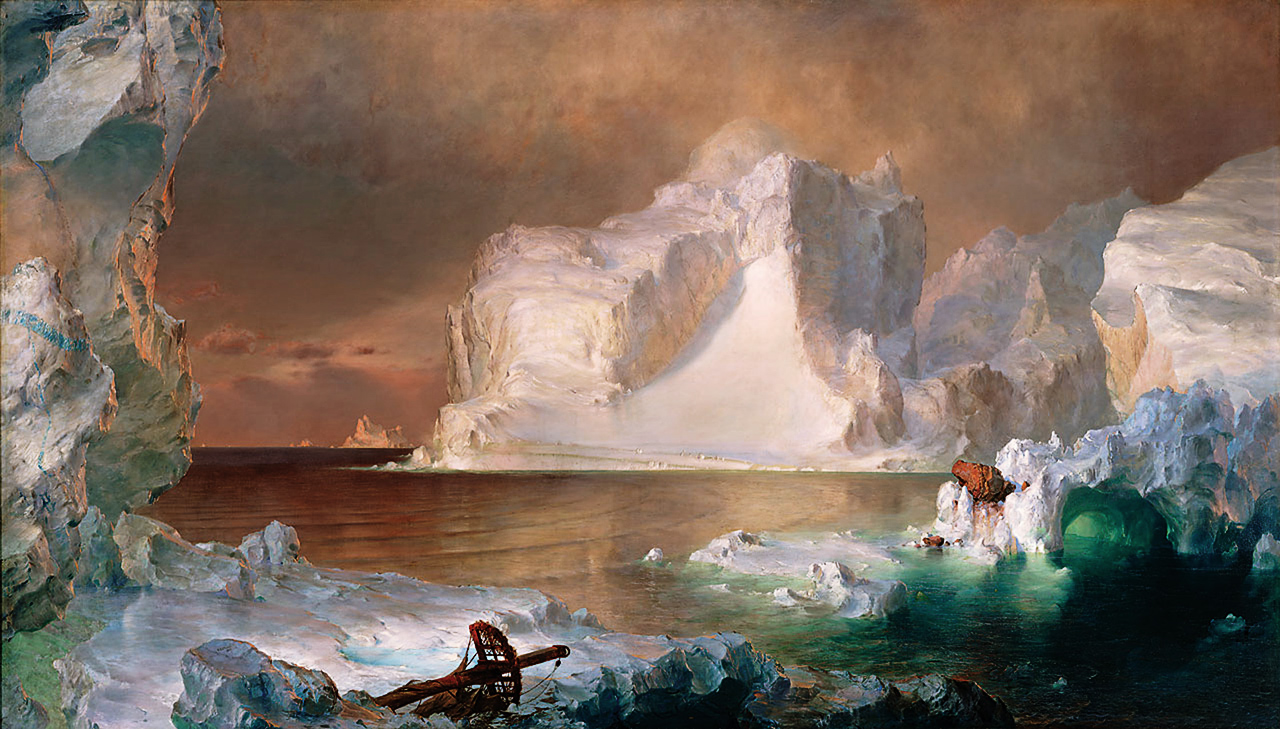
フレデリック・チャーチ, 氷山, 1861

ダラス美術館の歴史は、ダラス美術協会 (Dallas Art Association) が設立された1903年に遡る。同協会はまずダラス公立図書館 (Dallas Public Library) で絵画の展示をはじめた。テキサスの芸術家フランク・レイは、出来たばかりのこの図書館で作品を展示する機会を得ている。この方向性を押し進めたのは、同図書館の最初の館長であるメイ・ディクソン・エクソールだった。彼女は次のような考えを持っていた。「展覧会やレクチャーを通じてアートへの関心と知識を養うこと、恒久的なコレクションを形成すること、地元のアーティストたちの作品にお金を出すこと、アートに対する支援を個人と企業から募ること、アートを支援する市民を称賛すること」。
順調に収蔵品を増やしながら、1932年にはダラス・ミュージアム・オブ・ファイン・アーツ (Dallas Museum of Fine Arts／DMFA) と名前を変更。1936年には、「テキサス100周年展」の開催を機に、フェア・パーク内に新しく建てられたアール・デコ調の建物に移転した。この新しい建物は、フィラデルフィアのポール・クレの助力を仰ぎつつ、ダラスの建築協会によって設計された。今でも同地に現存している。

1943年にはジェリー・バイウォータースがDMFAの館長となり、それから21年にわたって在職しつづけた。自身もアーティストであり、美術批評家や教師としても活動したバイウォータースは、印象派、抽象画、そして現代の名作の購入を進め、地域と深く関わる美術館としてDMFAを発展させた。

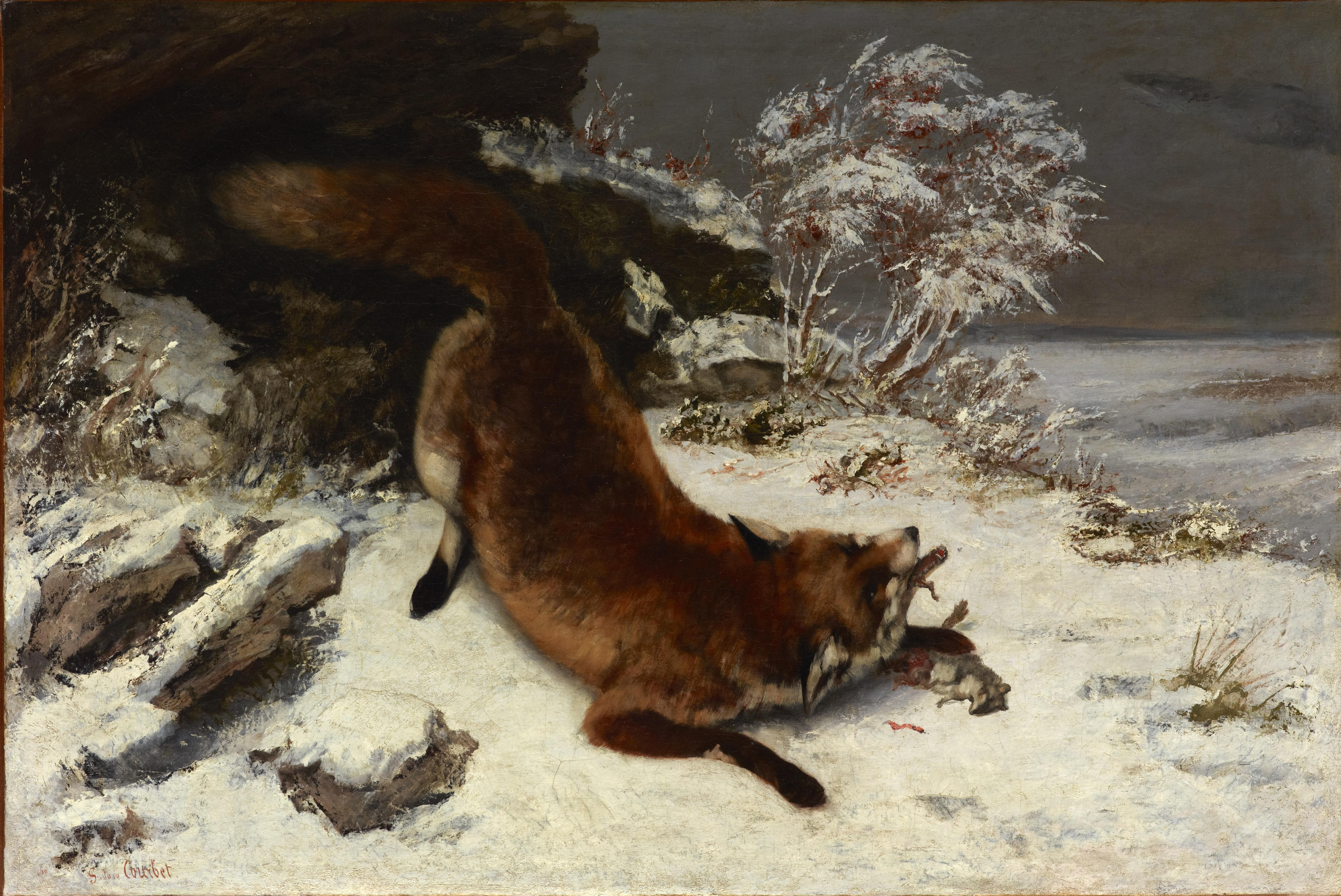
ギュスターヴ・クールベ, 雪の中の狐, 1860, Dallas Museum of Art

このようなアイデンティティは今もなお、DMAのコレクションにおいて、アレクサンドル・ホーグやオリン・ハーマン・トラヴィス、そしてバイウォータース自身による作品に代表される。
1963年、DMFAは、ダグラス・マッカーギーが館長を務めていたダラス現代美術館 (Dallas Museum of Contemporary Art) と統合された。1964年、統合された美術館の館長にメリル・C・ルーペルが就任。二つの美術館が持っていた収蔵品がすべてDMFAの建物に集められたため、突如として、ポール・ゴーギャン、オディロン・ルドン、アンリ・マティス、ピエト・モンドリアン、ジェラルド・マーフィー、フランシス・ベーコンらによる重要な作品が同地に収蔵されることになった。1965年には「ピエト・モンドリアンのアート」や「彫刻：20世紀」と題された展覧会が開催された。
1970年代後半、収蔵品の拡張と展覧会プログラムの増大に伴って、新しい施設が必要となった。ハリー・パーカーの指揮のもと、DMFAはビジネス・ディストリクト（現在ではアート・ディストリクトとして整備されている）の北端へと移転した。建物は、ニューヨークの建築家、エドワード・ララビー・バーンズによる設計だった。建築費用の5,400万ドルは、市債の発行による資金と個人による寄付で賄われた。「すばらしい都市はすばらしい美術館を持つに値する」というスローガンのもとでプロジェクトは進められ、1984年に竣工した。同年1月29日に新たな美術館として正式にオープンし、名前がダラス美術館 (Dallas Museum of Art／DMA) に変更された。

## 収蔵品
古代から現代まで世界中の芸術作品が24,000作以上収蔵されている。これらは人間の創造力を称えるものである。

### アフリカ美術
アフリカ美術コレクションは西アフリカや中部アフリカから来ている。主に16世紀から20世紀のもので、最古のものはノク文化のテラコッタの胸像で紀元前200年から西暦200年にさかのぼる。うちいくつかは地位や権威の象徴として作られ、他は日用品である。主要な作品はベナンの銅合金と木でできた戦士の首長の飾り版、マリ共和国南東のセヌフォ族のリズム・パウンダーの木製の彫刻、コンゴ王国の病気や怪我の治癒のためのまじないとして鉄釘あるいは刃物が刺された全身像などである。

### アメリカ美術
アメリカ美術コレクションはアメリカの植民地時代から第二次世界大戦、メキシコ、カナダからの絵画、彫刻、紙細工等である。主要な作品はフレデリック・チャイルド・ハッサムの「Duck Island」(1906年)、エドワード・ホッパーの「Lighthouse Hill」(1927年)、アンドリュー・ワイエスの「That Gentleman」(1960年)、ジョージア・オキーフの「Bare Tree Trunks with Snow」(1946年)、ジェラルド・マーフィの「Razor」(1924年)、「Watch」(1925年)などである。最も重要な作品の1つとしてフレデリック・エドウィン・チャーチの「氷山 The Icebergs」(1861年)が挙げられる。 この作品は長年失われたとされてきたが、1979年、ラマー・ハントと妻ノーマから当館に寄贈された。また当館はテキサス美術の最も徹底したコレクションを所蔵する美術館の1つである。影響力のある州内のアーティストで構成されたダラス・ナインの1人で1943年から1964年に館長であったジェリー・バイウォーターズの尽力によるものであった。バイウォーターズ自身の絵画の他、ロバート・ジェンキンス・オンダードンク、ジュリアン・オンダードンク、アレキサンダー・ホーグ、クララ・マクドナルド・ウィリアムソン、デイヴィッド・ベイツ、ドロシー・オースティン、マイケル・オウエン、オリン・ハーマン・トラヴィスの作品を収蔵している。

### 古代地中海美術
キクラデス諸島、エジプト、ギリシャ、ローマ、エトルリア、プッリャ州の古代地中海美術のコレクションを所蔵している。主要な古代エジプト美術は紀元前2575年-2134年、石灰石に描かれた「Relief of a Procession of Offering Bearers from the Tomb of Ny-Ank-Nesut」である。より豊富なギリシア美術のコレクションには紀元前300年の大理石の「Figure of a man from a funerary relief」の他、銅像、装飾品、金の宝飾品などがある。ローマ美術の作品は2世紀の「Figure of a woman」の他、西暦190年頃の戦闘シーンが彫刻されたサルコファガスなどである。

### アジア美術

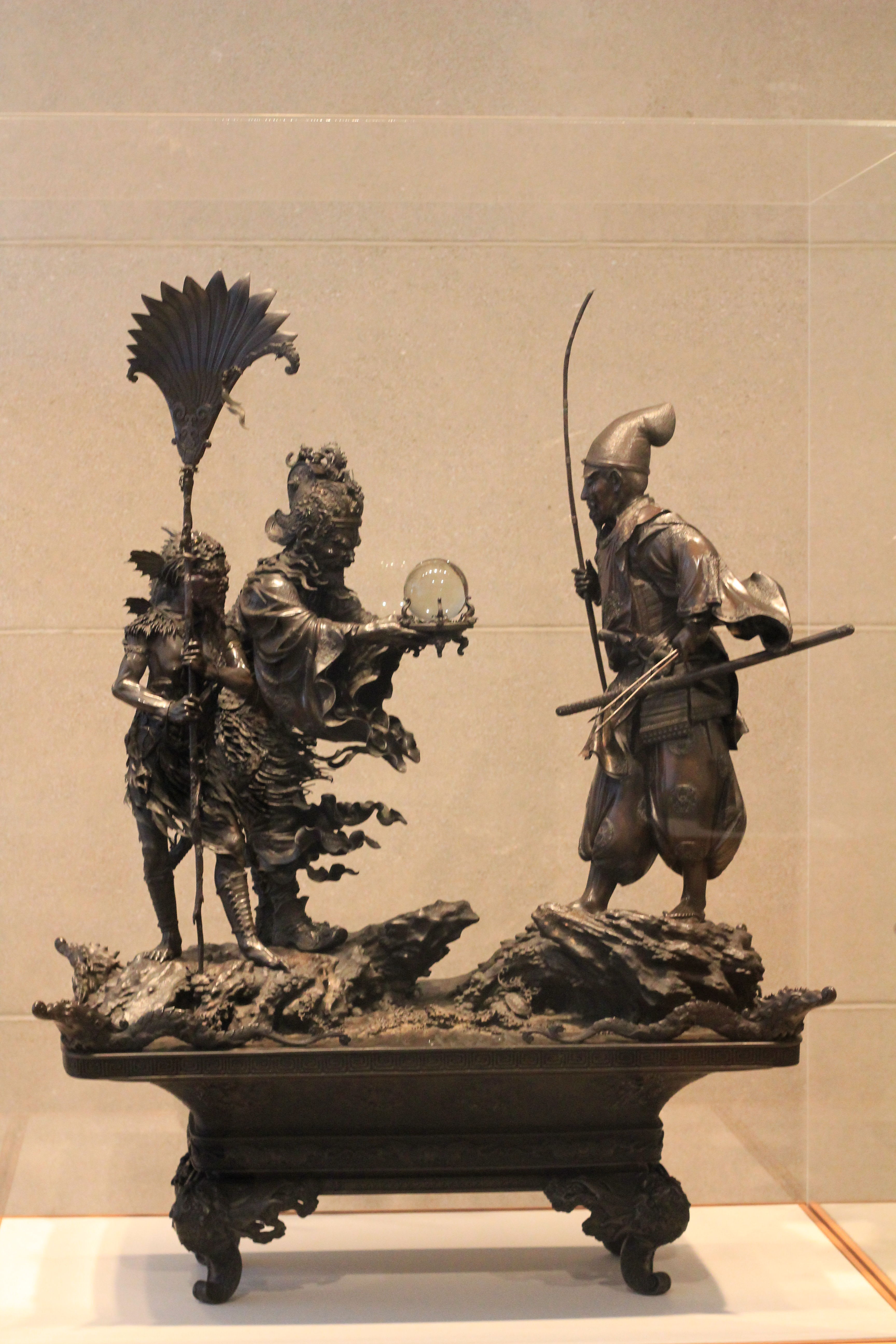
1875年-1879年、明治時代、武内宿禰を描いた「Takenouchi no Sukune Meets the Dragon King of the Sea」

南アジア美術のコレクションは2世紀から4世紀のガンダーラの仏教美術から、15世紀から19世紀のムガル帝国の美術品まで幅広い。主な作品は12世紀のShiva Natarajaの銅像、10世紀の猪の姿をしたヴィシュヌ神の化身であるヴァラーハの砂岩の彫像などである。チベット、ネパール、タイ王国の美術品も所蔵している。

### 現代美術
1945年以降の多くの重要な芸術的トレンドは、抽象表現主義からポップアートやオプ・アート、ミニマリズムや概念主義からインスタレーション・アート、アッサンブラージュ、ビデオ・アートまで、当館の現代美術の膨大なコレクションに見て取れる。当館が作品を有する評判が高い現代美術のアーティストはジャクソン・ポロック、マーク・ロスコ、フランツ・クライン、ジャスパー・ジョーンズ、ロバート・ラウシェンバーグ、ブルース・ナウマン、ロバート・スミッソンなどである。写真家ではシンディ・シャーマン、ニック・ニコシア、トーマス・ストゥルス、リン・デイヴィスである。1980年代半ばに現在の施設が開幕し、エルズワース・ケリー、ソル・ルウィット、リチャード・フレッシャー、クレス・オルデンバーグと妻コーシャ・ヴァン・ブリュッゲンなどの複数のアーティストが当館の特定の箇所に展示するための作品を依頼された。近年、当館はゲルハルト・リヒター、ジグマー・ポルケ、アンゼルム・キーファーなどドイツ現代美術作品の収集に力を入れている。

### 装飾美術およびデザイン
主にヨーロッパやアメリカから8,000作を越える家具、陶器、ガラス細工、服飾、彫金など様々な装飾美術の膨大なコレクションを所蔵している。最も古い作品には16世紀のスペインの服飾、17世紀の中国の輸出陶磁器、ホブリッツェル英国コレクションやアイルランドの銀を含むヨーロッパの彫金などがある。特筆すべきは銀細工職人のポール・ド・ラメリーによる蓋付きカップ(1742年)、エイブラハム・ポータルが第10代ハンティンドン伯爵フランシス・ヘイスティングズのために作った巨大なワインクーラー(1761年–1762年)の2つである。18世紀のフェイス・P・アンド・チャールズ・L・バイビー・コレクションを中心とする、ボストン、コネチカット、ニューヨーク、フィラデルフィアなどから入手した椅子、木箱などのアメリカの家具が収蔵されている。世界的に知られる19世紀および20世紀のアメリカの銀細工コレクションはティファニー、ゴラム・マニュファクチャリング・カンパニー、リード&バートン、インターナショナル・シルバー・カンパニーなど過去200年を代表する企業による、銀細工界を代表する優れた作品などである。ゴラムの作品では、1900年のパリ万国博覧会のために制作した鏡台(1899年)、ヘンリー・クレイのために制作されたゴシック・リヴァイヴァルのベッド(1844年頃)の他、ハーター・ブラザーズがウィリアム・ヘンリー・ヴァンダービルトのために制作したサイドボード(1881年-1882年頃)、海中を描いたルイス・カムフォート・ティファニーのステンドグラス1組(1885年-1895年頃)、アーツ・アンド・クラフツ運動のコレクション、グスタフ・スティックリー、チャールズ・ロールズ、クリストファー・ドレッサー、ルイス・マジョレール、フランク・ロイド・ライトなどの現代美術初期の作品などがある。また、エットレ・ソットサス、ザハ・ハディッド、リチャード・マイヤー、カンパーナ・ブラザーズによる傑作、新たな宝飾品コレクションなどがある。
2014年以降、カール・オットー・チェスカの「カール・ヴィトゲンシュタイン」はDNAコレクション(1908年ウィーン工房)の新たな主要な部分となっている。

### 西洋美術

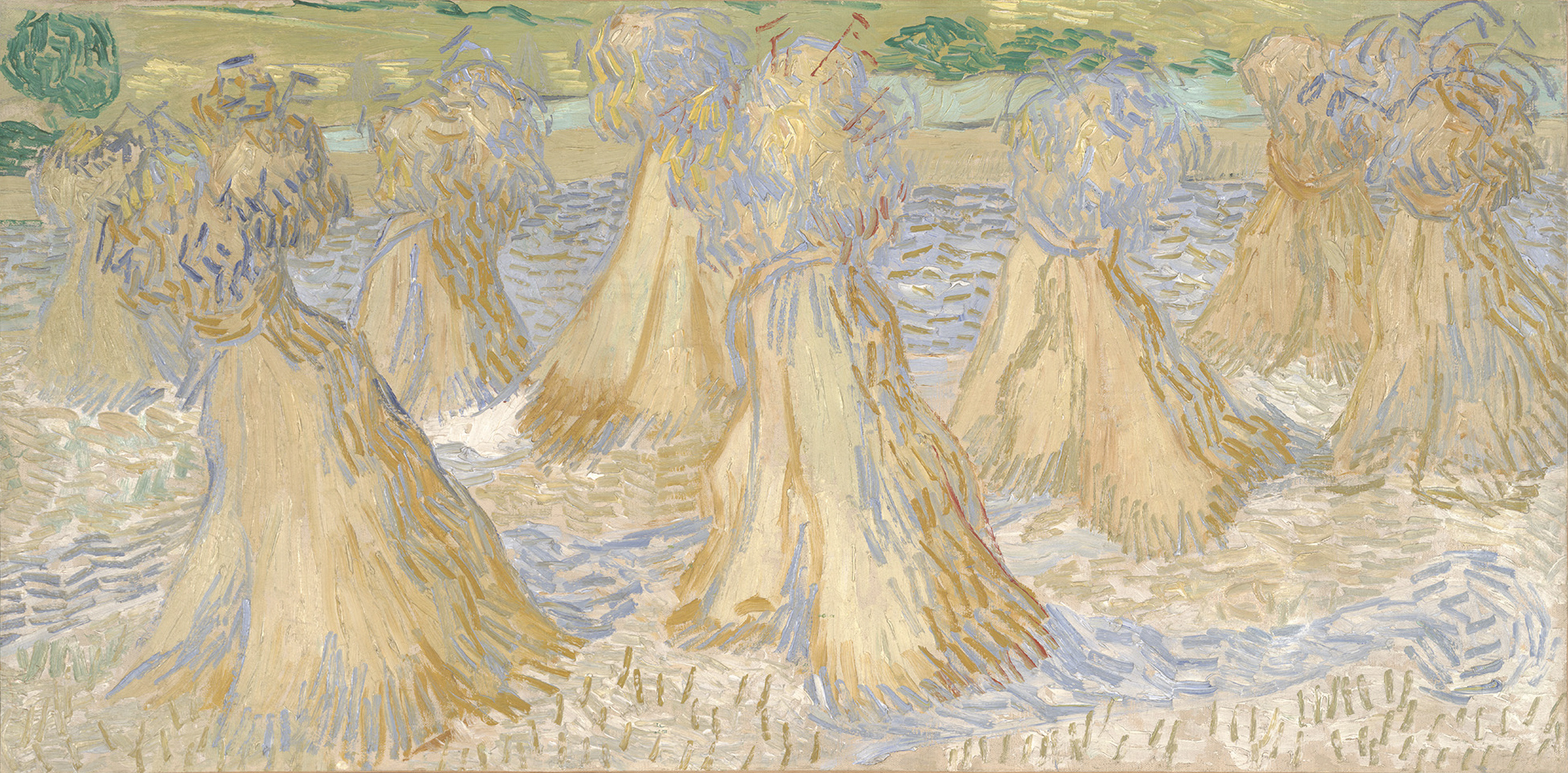
フィンセント・ファン・ゴッホ「Sheaves of Wheat」(1890年)

西洋美術のコレクションは16世紀にさかのぼる。初期の作品にはジュリオ・チェーザレ・プロカッチーニ(「Ecce Homo」 1615年–1618年)、ピエトロ・パオリーニ(「Bacchic Concert」1630年)、ニコラ・ミニャール(「The Shepherd Faustulus Bringing Romulus and Remus to His Wife」1654年)などの絵画がある。18世紀の作品はカナレット(「A View from the Fondamenta Nuova」1772年)、ジャン＝バティスト＝マリー・ピエール(「The Abduction of Europa」1750年)、クロード・ジョセフ・ヴェルネ(「Mountain Landscape with Approaching Storm」1775年)、ギヨーム・ギヨン＝ルティエール(「Erminia and the Sheperds」1795年)などによるものである。
マイケル・L・ローゼンバーグ・コレクションの借用により、当館の18世紀フランス美術をより深めることとなった。19世紀から20世紀初頭のフランス美術のコレクションも傑出している。中でも彫刻家オーギュスタン・プレオーによる「Silence」、ギュスターヴ・クールベによる「Fox in the Snow」(1860年)、クロード・モネによる「The Seine at Lavacourt」(1880年)、ポール・ゴーギャンによる「I Raro te Oviri」(1891年)、エドゥアール・ヴュイヤールによる「Interior」(1902年)、「Les Marroniers ou le Vitrail」(1894年)、ジャン・メッツァンジェによる「The Harbor (Le Port)」(1912年)が傑作である。
デンマークのヨハン・クリスチャン・ダールによる「Fredericksborg by Moonlight」、ベルギーのレオン・フレデリックによる「Abundance」、ドイツのハンス・トーマによる「Italian Landscape」、スイスのフェルディナント・ホドラーによる「The Halberdier」などの19世紀から20世紀のコレクションは拡大しており、この時代のより広範囲のアートシーンを見ることができる。20世紀初頭以降の彫刻コレクションにはナウム・ガボによる「Constructed Head n°2」、アルベルト・ジャコメッティによる「Three men Walking」、ベン・ニコルソンによる「White Relief」、コンスタンティン・ブランクーシによる「Beginning of the World」などがある。ピート・モンドリアンによる作品のコレクションは「The Windmill」(1908年)、「Self-Portrait」(1942年)、「Place de la Concorde」(1938年–1943年)など特筆すべきものである。

### コロンブス以前/環太平洋地域
当館は膨大な古代アメリカ美術を所蔵している。3,000年以上の彫刻、版画、テラコッタ、貴金属などのコレクションがある。他にパナマ、コロンビア、ペルーの貴金属、メキシコのトラロックの頭部(14世紀-16世紀)などもある。

### ウェンディ&エムリー・リーヴズ・コレクション
1985年、ウェンディ・リーヴズから亡き夫で元出版者のエムリー・リーヴズを記念して寄贈した作品群をウェンディ&エムリー・リーヴズ・コレクションと呼んでいる。作品が元々展示されていた約1,400 m²の夫妻のフランスの別荘ラ・パーザの再現に収蔵されている。1927年、ラ・パーザはファッション・デザイナーのココ・シャネルにより建てられ、当時の家具の一部が再現家屋に残されている。エムリー・リーヴズが集めていたポール・セザンヌ、オノレ・ドーミエ、エドガー・ドガ、ポール・ゴーギャン、エドゥアール・マネ、クロード・モネ、カミーユ・ピサロ、ピエール＝オーギュスト・ルノワール、アンリ・ド・トゥールーズ＝ロートレック、フィンセント・ファン・ゴッホなど印象派、ポスト印象派、モダニズム初期をけん引する芸術家による絵画、彫刻などは約1,400作品におよぶ。オーギュスト・ロダンの傑作彫刻コレクションには鋳造品、「The Sirens」第1版とも言える珍しい大理石、フェネイル家の「The poet and contemplative life」、オリジナルのワックスの作品などがある。他の装飾美術の幅広いコレクションには中国の輸出陶磁器、ヨーロッパの家具、東洋およびヨーロッパのカーペット、鉄、銅、銀細工、ヨーロッパのガラス細工、希少な書籍などがある。ラ・パーザを頻繁に訪れていたイギリスの政治家ウィンストン・チャーチルとリーヴズの友情の証なども収蔵されている。

## 展示
- コンテンポラリー・アート+デザイン - 2020年8月30日から2021年3月7日、入場無料で開催された。絵画、インスタレーション、宝飾品、デザインなど多くの様々な作品が展示されていた。11カ国から集められた機能的で体感的な、ユニークな形の彫刻が展示された[27]。
- シンディ・シャーマン・エキシビション - 2013年3月7日から6月9日、1970年代半ばからそれまでのシンディ・シャーマンのキャリアをたどる回顧展であった。シャーマンは現代美術の中心として広く知られている人物の1人である。シャーマンの大学時代の作品から2010年代の写真壁画までの作品が展示された[28]。
- ディオール：パリから世界へ - 2019年5月19日から10月27日、クリスチャン・ディオールの作品が展示された。これに伴い、イヴ・サン＝ローラン、マーク・ボーハン、ジャンフランコ・フェレ、ジョン・ガリアーノ、ラフ・シモンズ、マリア・グラツィア・キウリの作品も展示された。200着のオートクチュール・ドレス、アクセサリー、写真、スケッチ、ランウェイのビデオなどで構成された[29]。

## コミュニティ・イベント

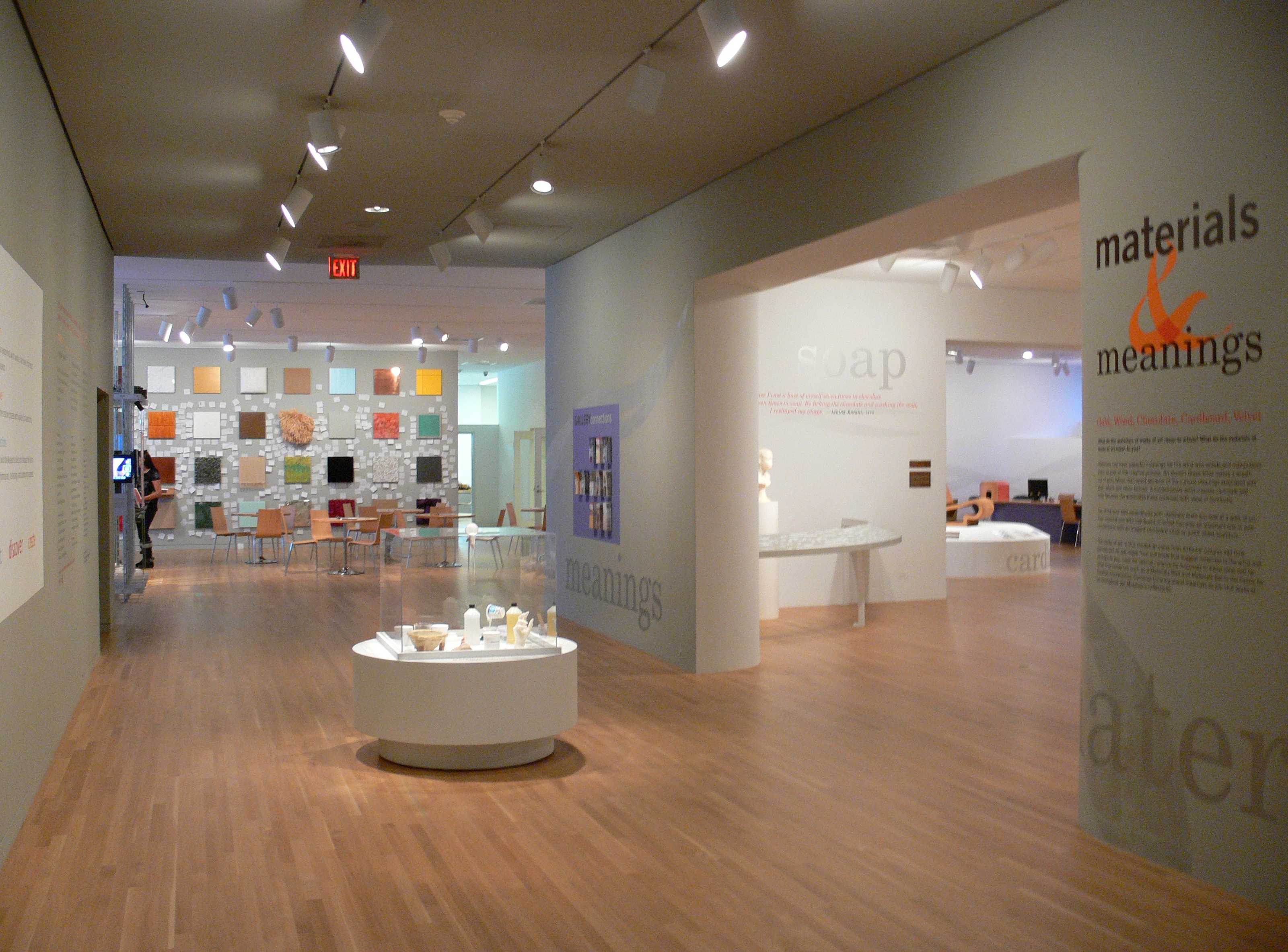
センター・フォー・クリエイティブ・コネクションズ

2008年、12,000-平方フート (1,100 m2)の学習施設であるセンター・フォー・クリエイティブ・コネクションズが開幕した。当館のコレクションおよびそれに対するアーティストやコミュニティ・パートナーの反応などを知ることができる。内部にはアート・スタジオ、テック・ラボ、シアター、アルトゥロ・ネストなどがある。
また当館は年間を通じて地域に根ざした以下のようなプログラムを数多く主催している。
- レイト・ナイト：月に一度、深夜まで営業し、パフォーマンス、コンサート、朗読、映画上映、ツアー、家族向けイベントなどを行なう。
- アート&レター・ライヴ：作家、俳優、イラストレーター、ミュージシャンなどのレクチャーを行なう。
- サーズデー・ナイト・ライヴ：木曜夜、ライヴのジャズ・コンサート、カフェでの飲食、アーティストと直接会う機会などがある。

## 経営
2013年、入場無料、無料会員制となった。
2015年9月、マックスウェル・アンダーソンが館長を辞職し、理事会長のウォルター・エルコックが後継した。

## コレクション

### 絵画と彫刻

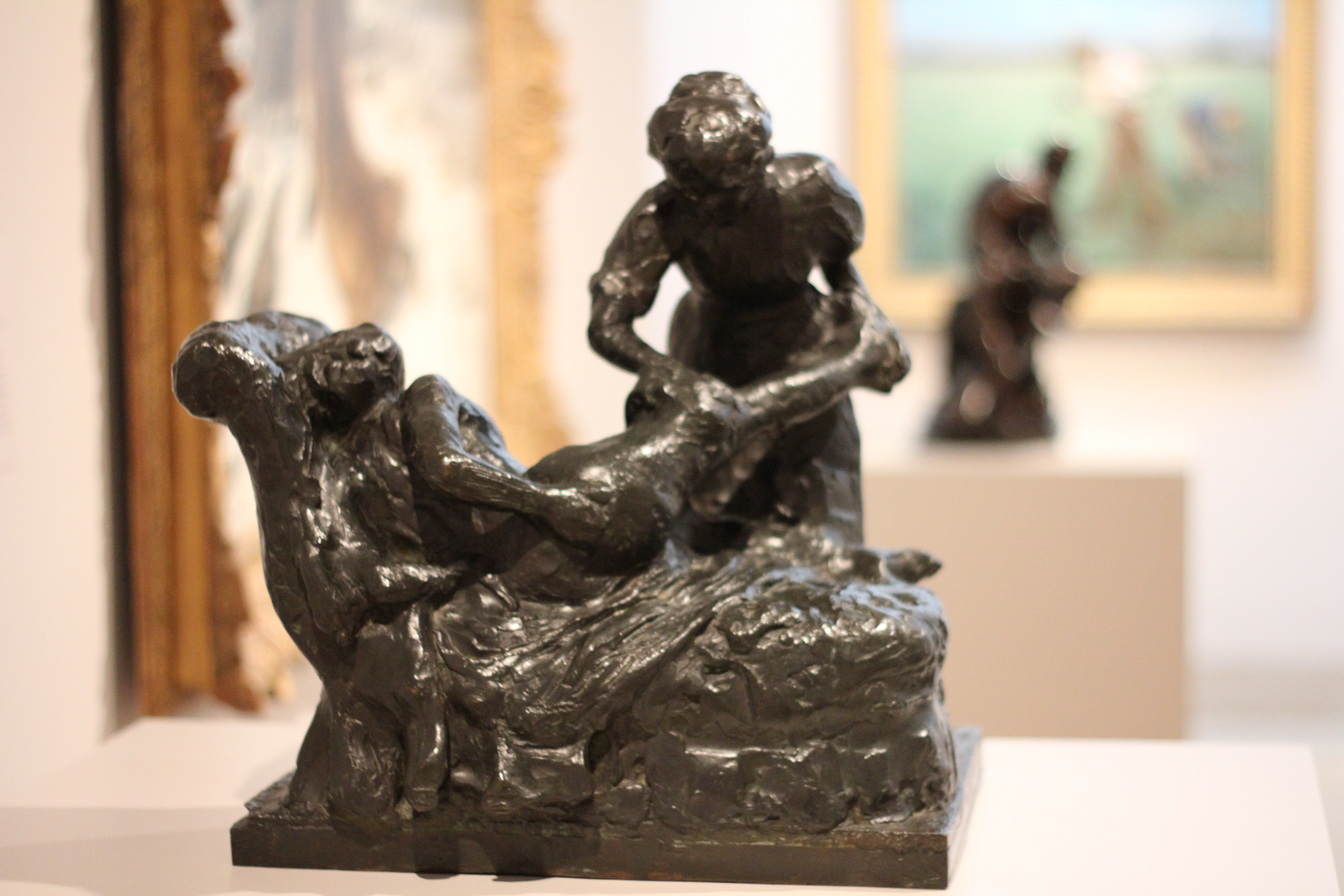
エドガー・ドガ, The Masseuse, (1896-1911)
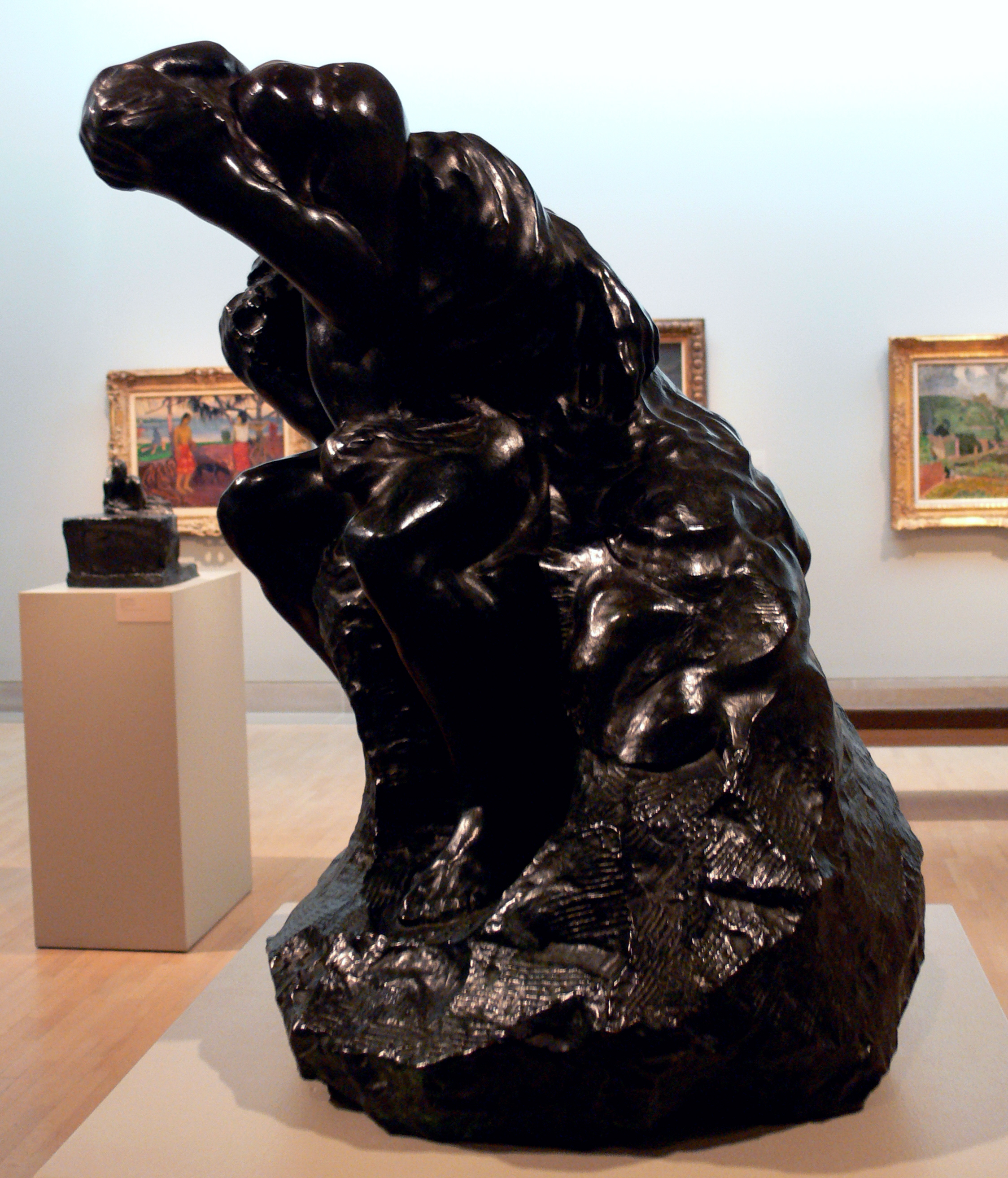
オーギュスト・ロダン, Sculptor and his Muse, 1893
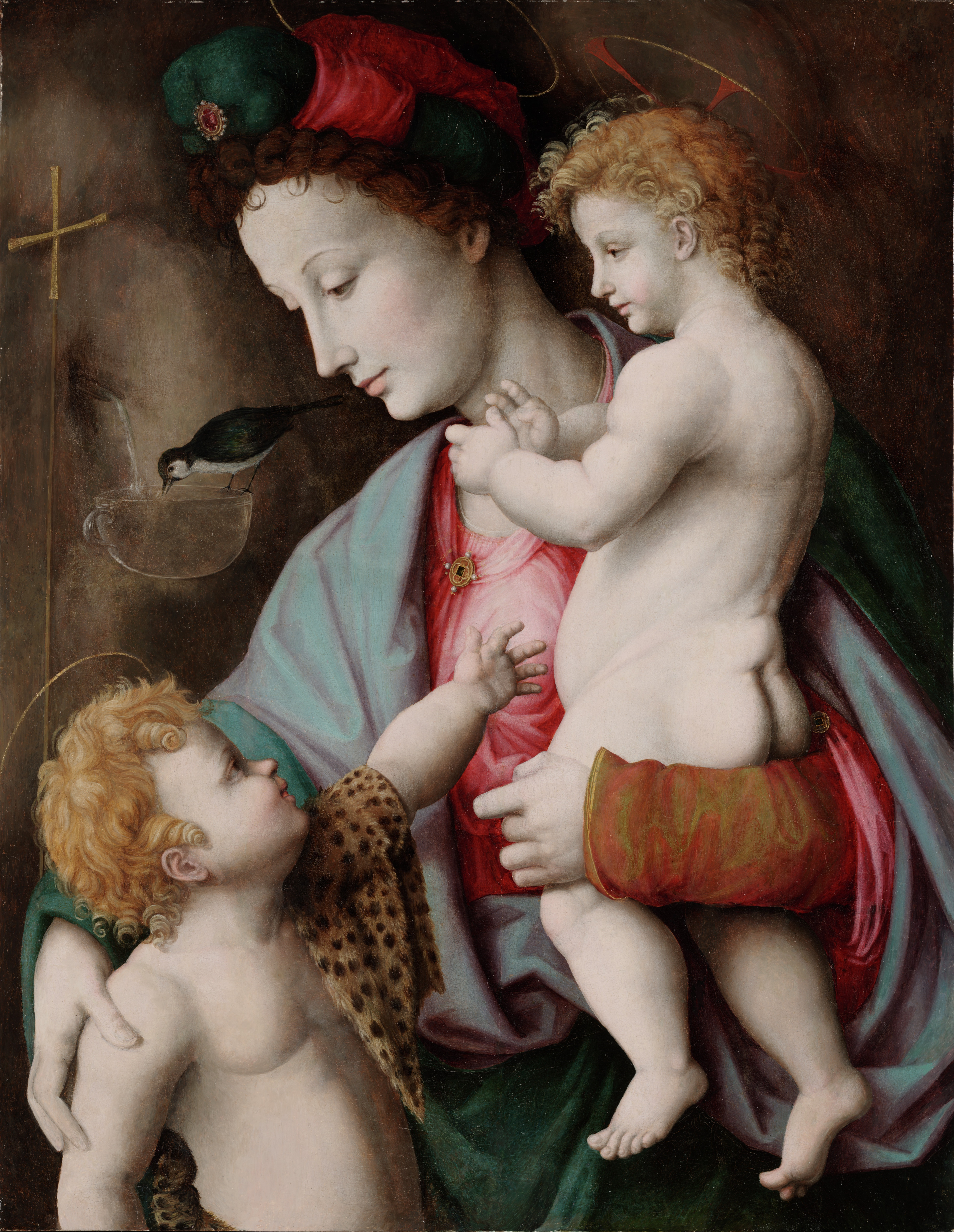
バッキアッカ, Madonna and Child with St John, 1525
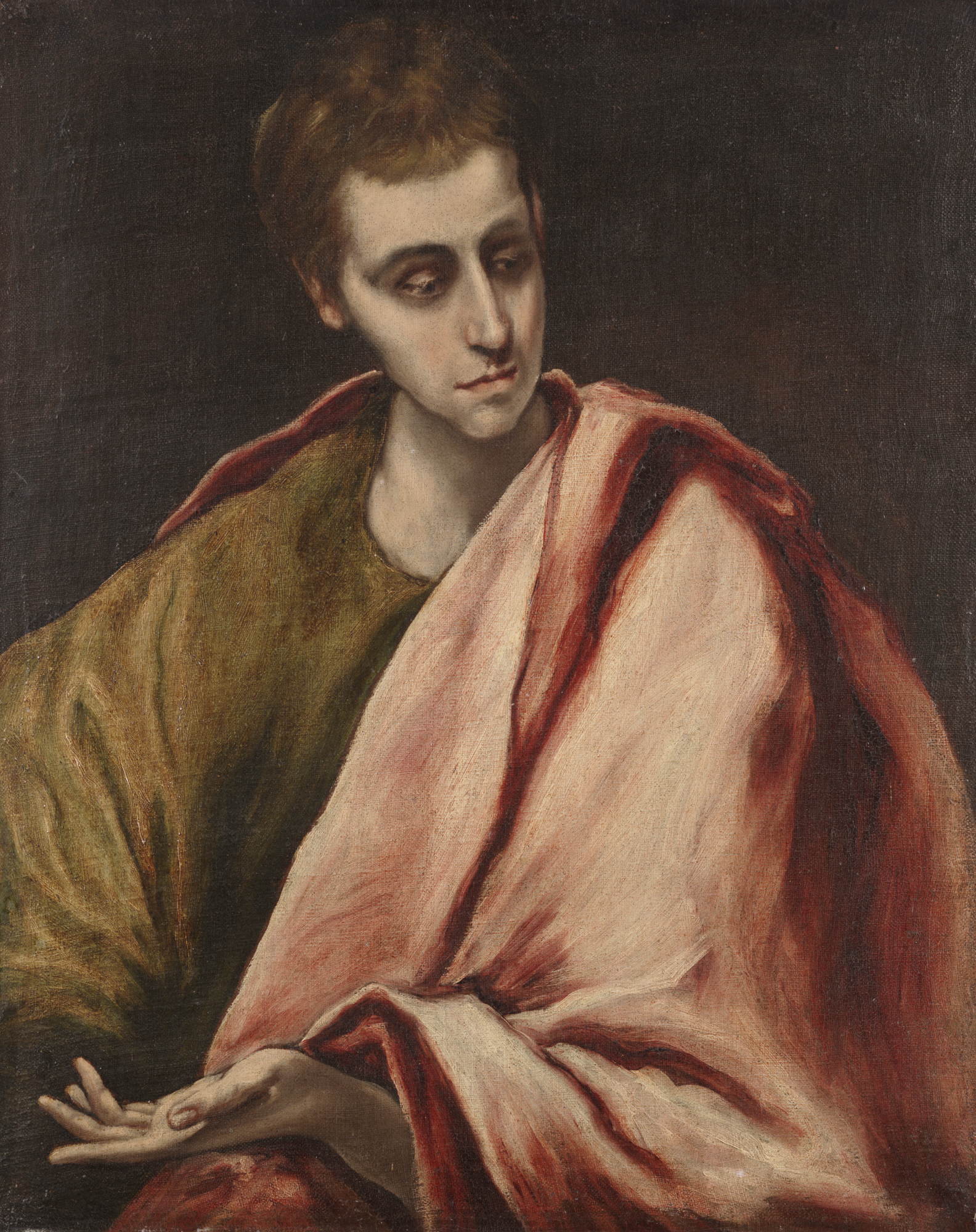
エル・グレコ, St. John, 1590-1595
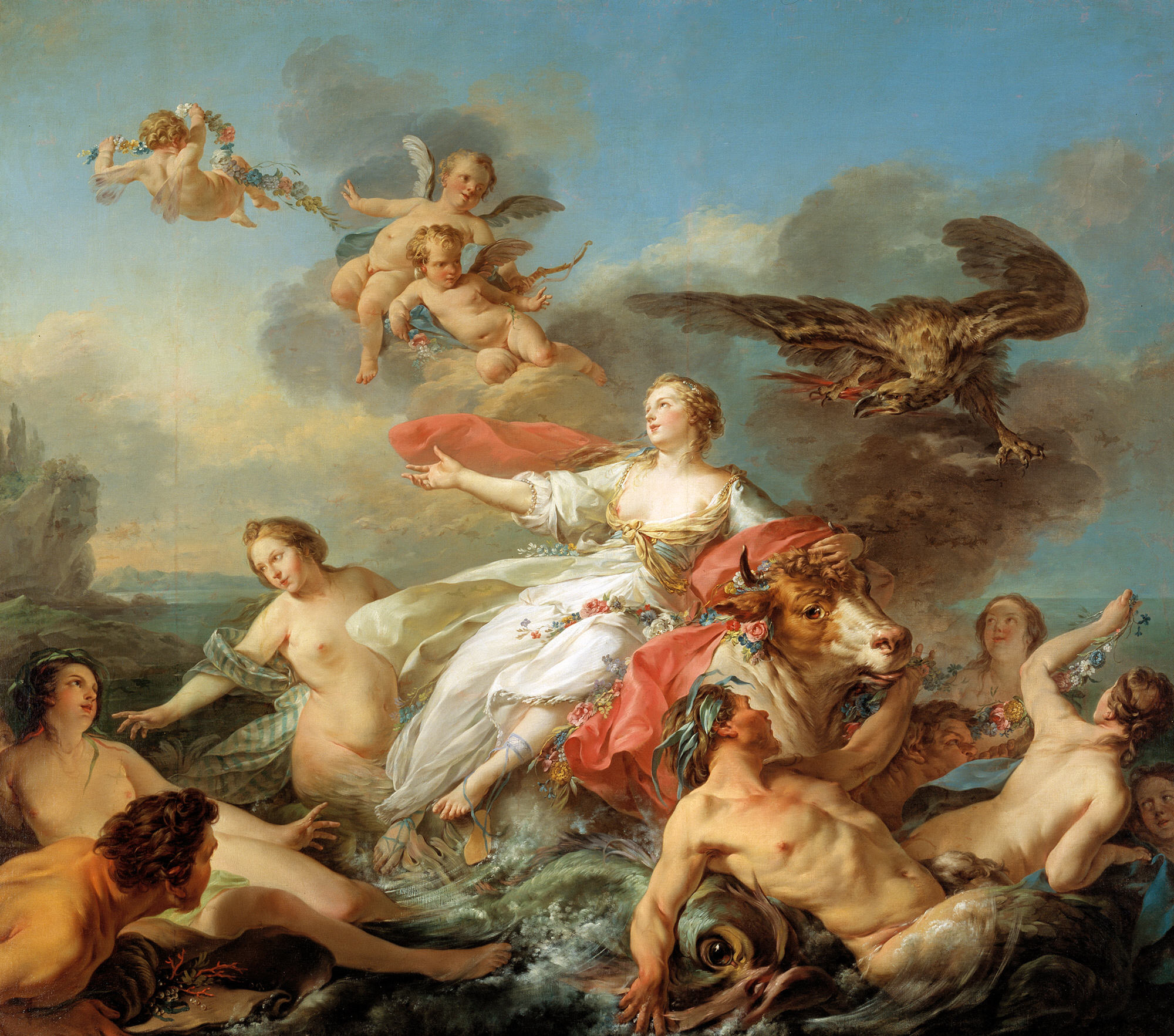
ジャン＝バティスト＝マリー・ピエール, The Abduction of Europa, 1750
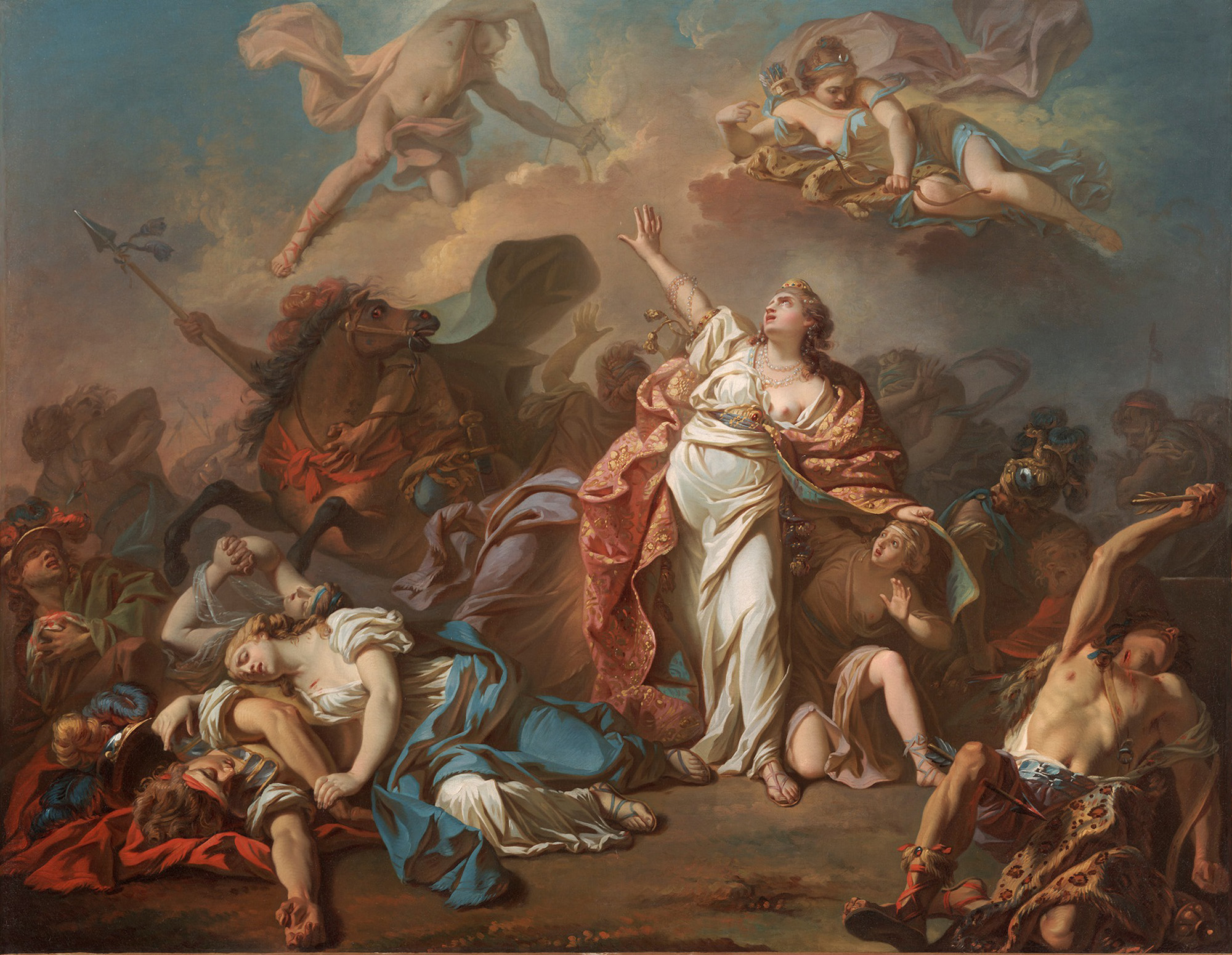
ジャック＝ルイ・ダヴィッド, Apollo and Artemis attacking the twelve children of Niobe, 1772
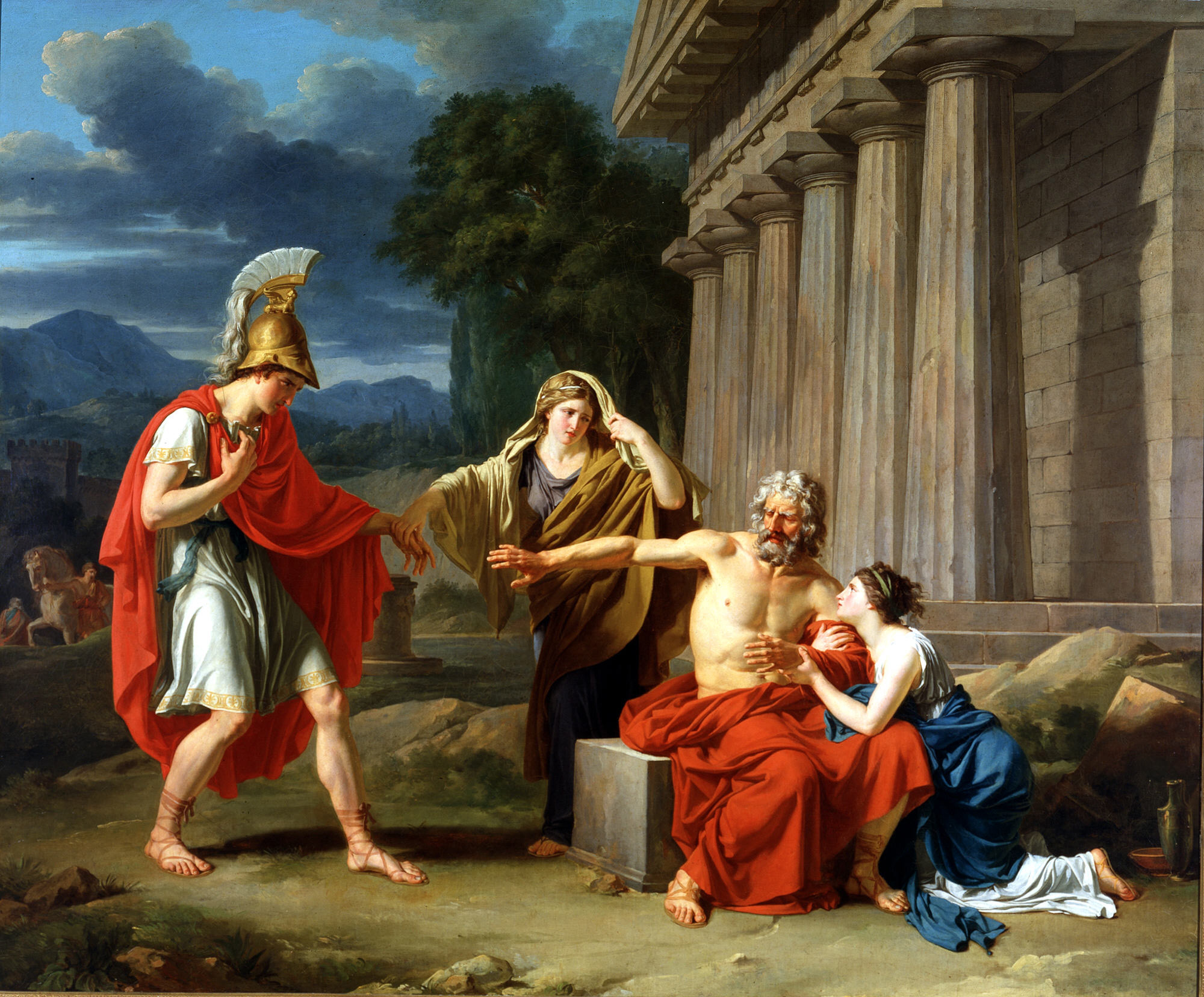
Jean-Antoine-Théodore Giroust, Oedipus at Colonus, 1788
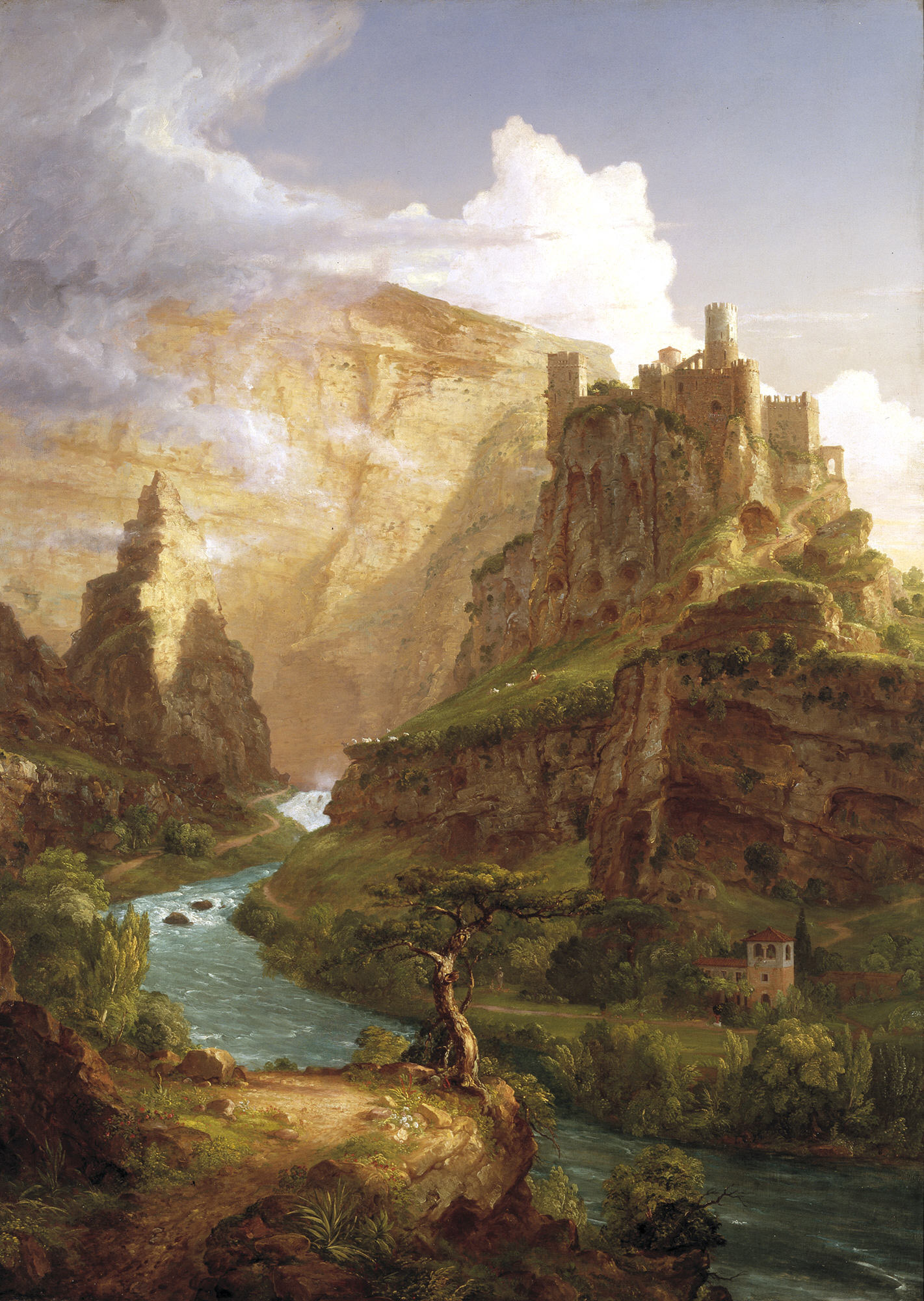
トマス・コール, The Fountain of Vaucluse, 1841
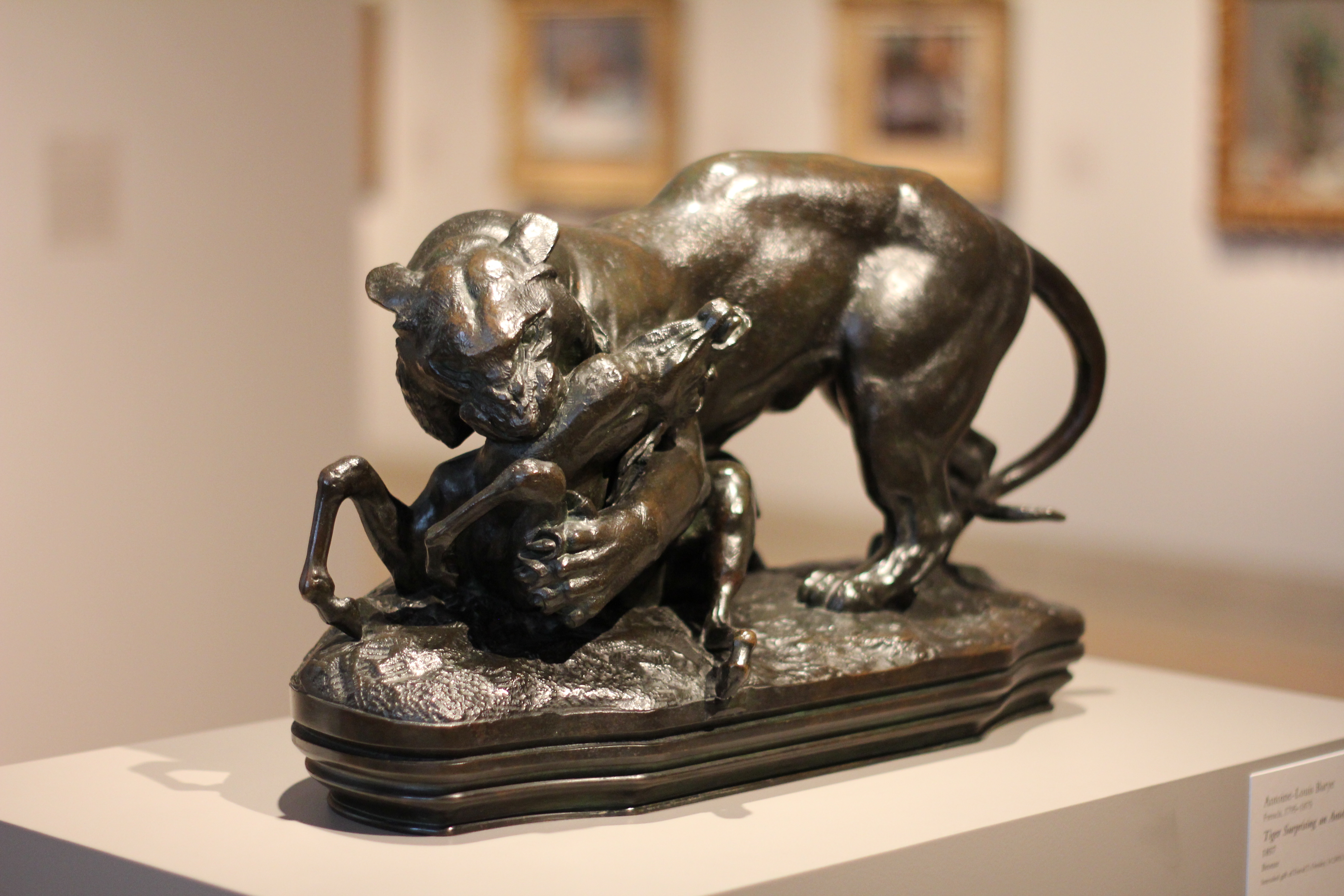
アントワーヌ＝ルイ・バリー, Tiger Surprising an Antelope, 1857
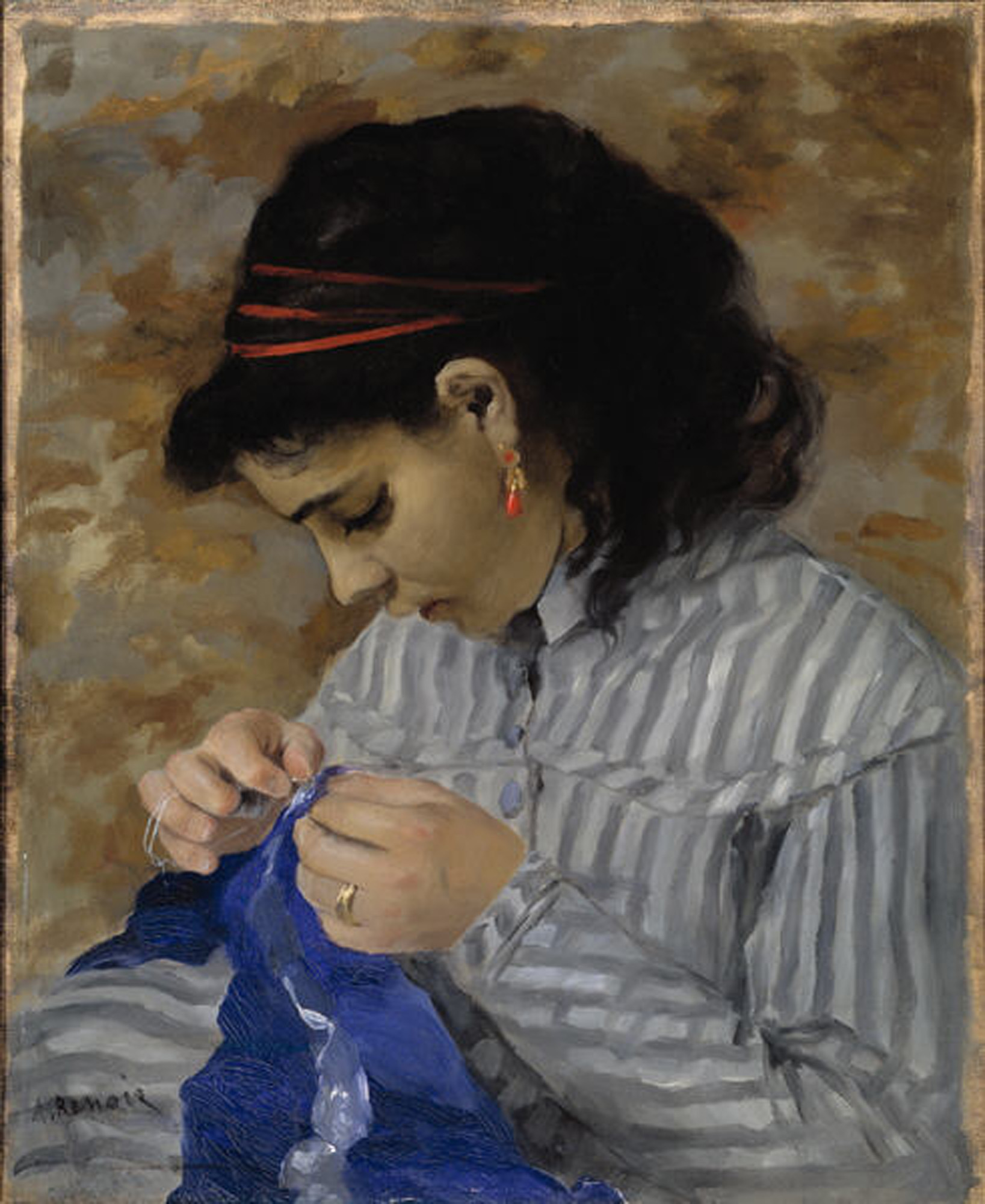
ピエール＝オーギュスト・ルノワール, Lise Sewing, 1866
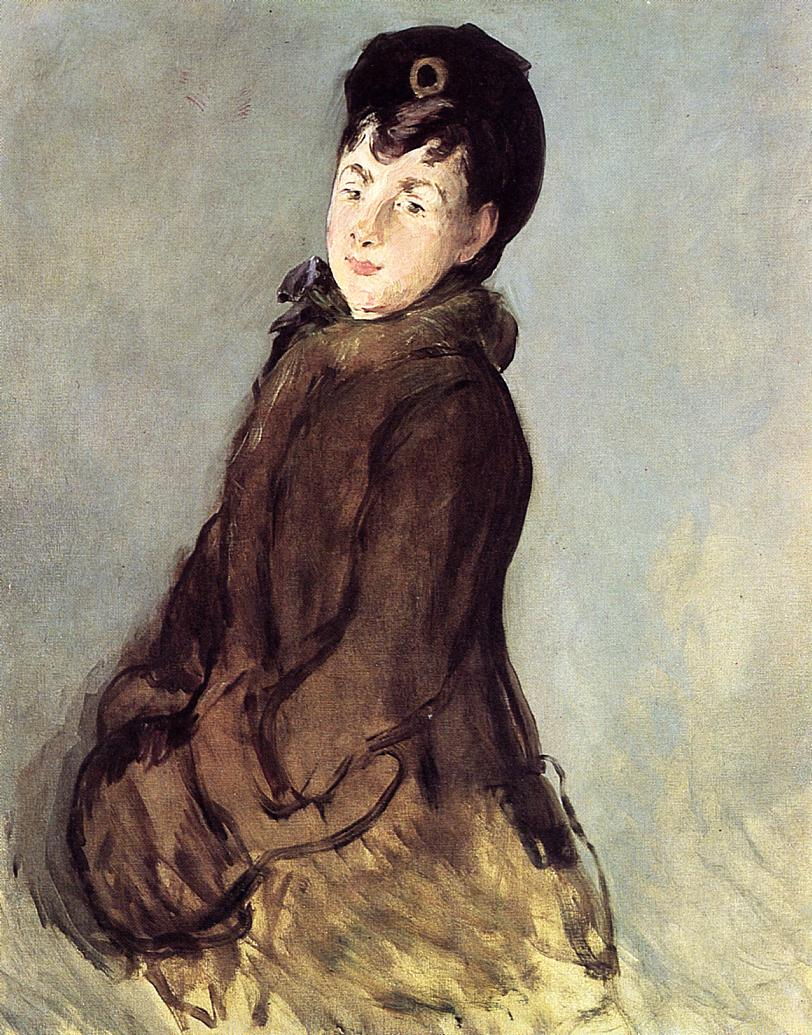
エドゥアール・マネ, Isabelle Lemonnier with a Muff, 1879
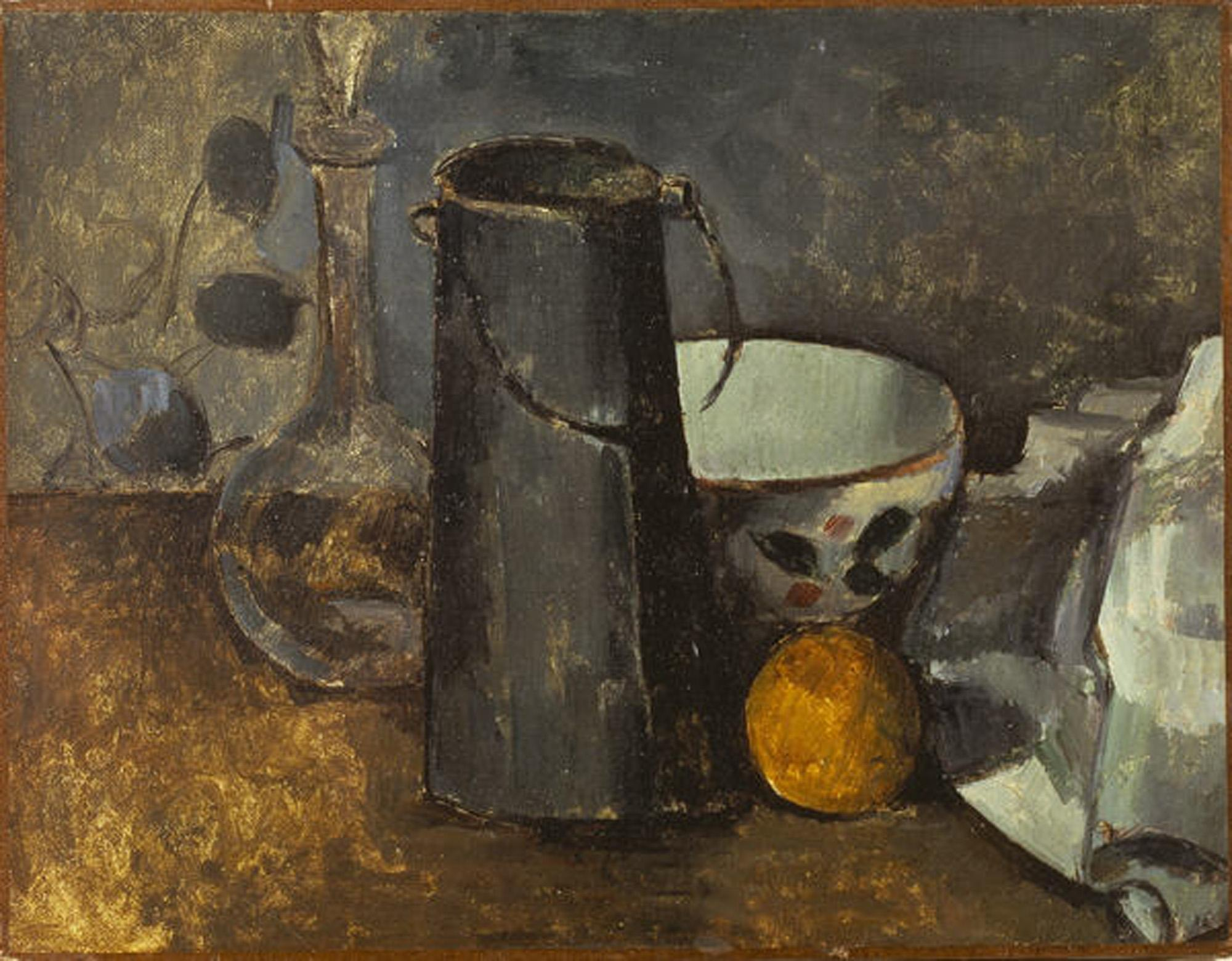
ポール・セザンヌ, Still Life with Carafe, Milk Can, Bowl, and Orange, 1879–80
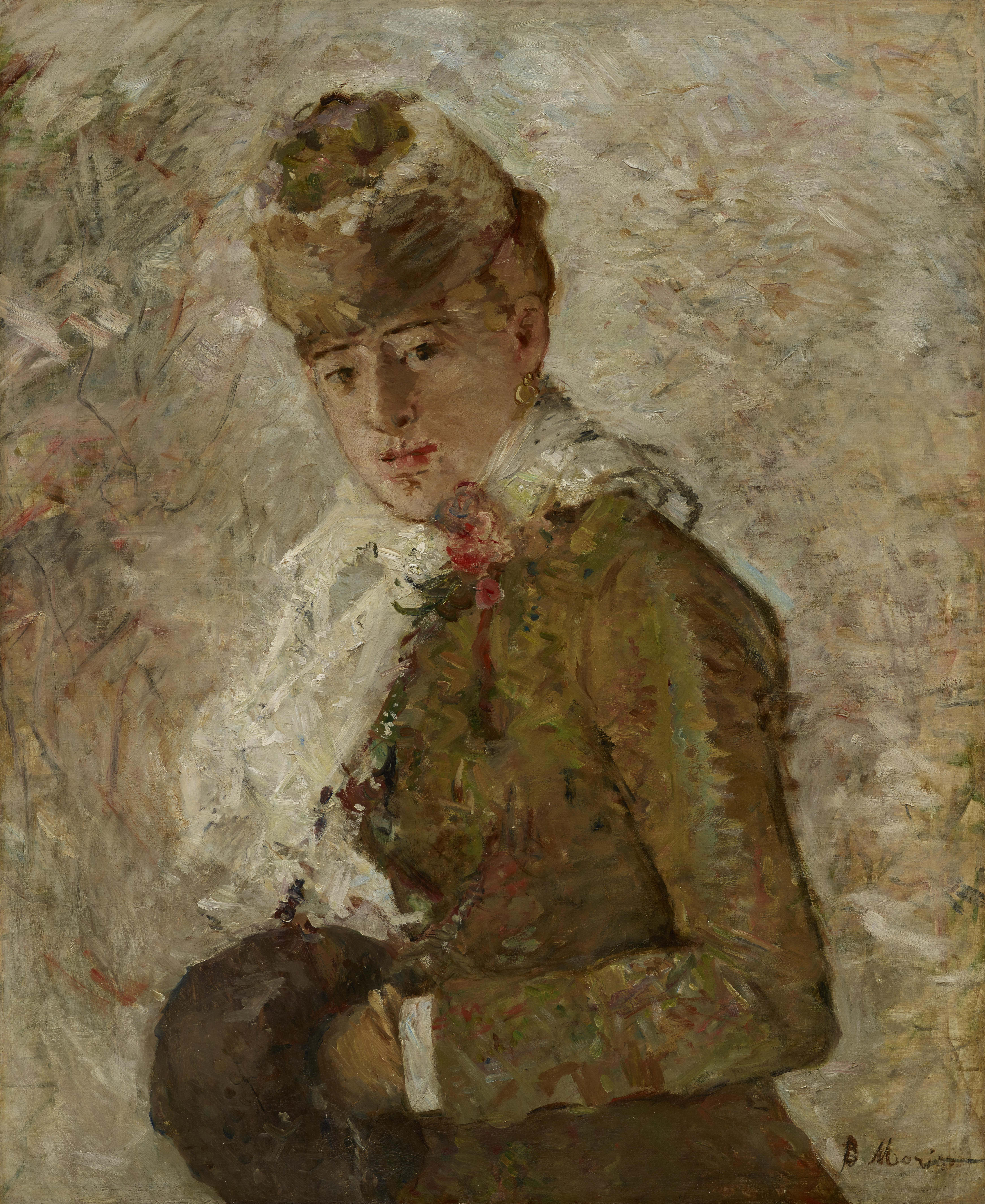
ベルト・モリゾ, Winter (Woman with a Muff), 1880
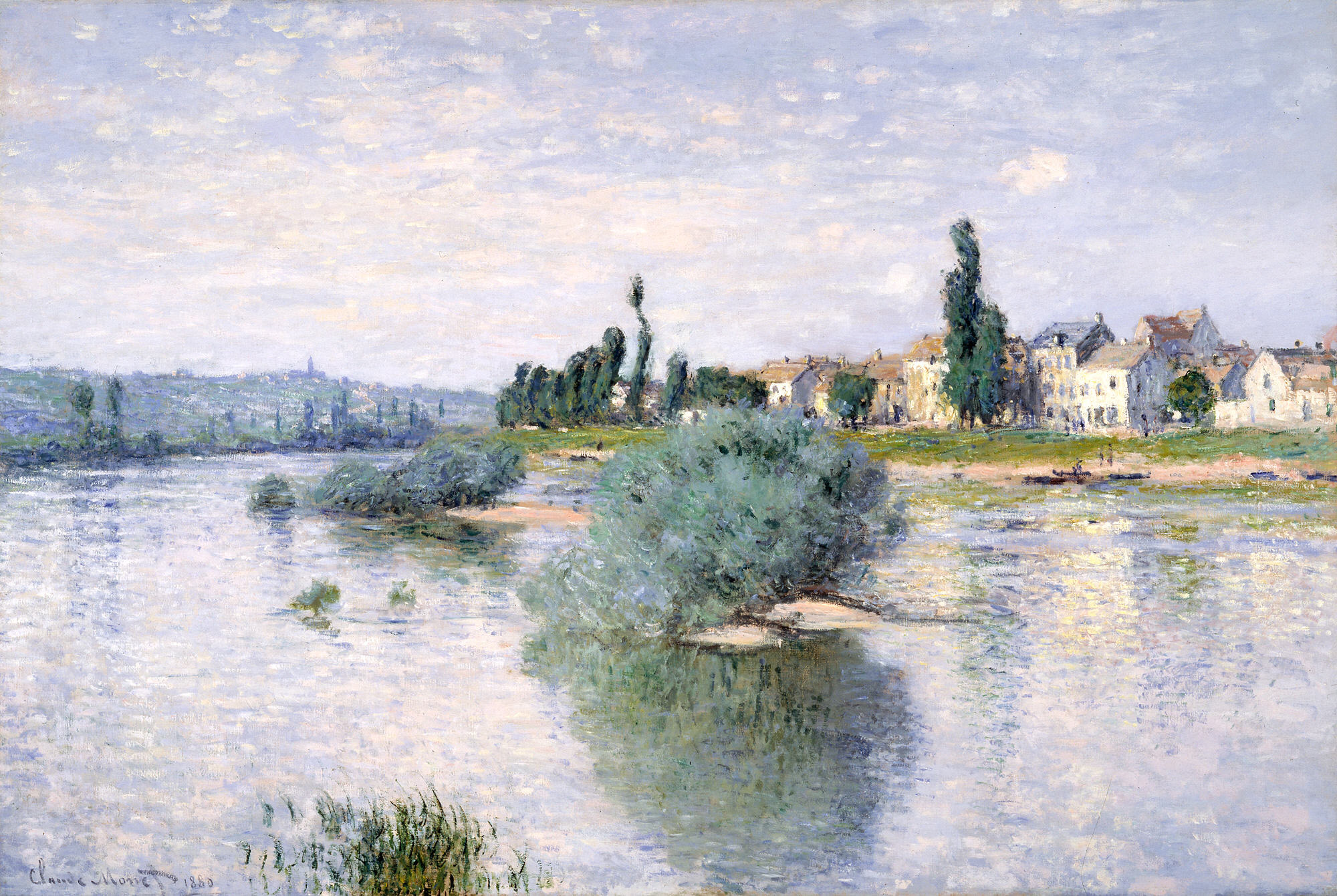
クロード・モネ, The Seine at Lavacourt, 1880
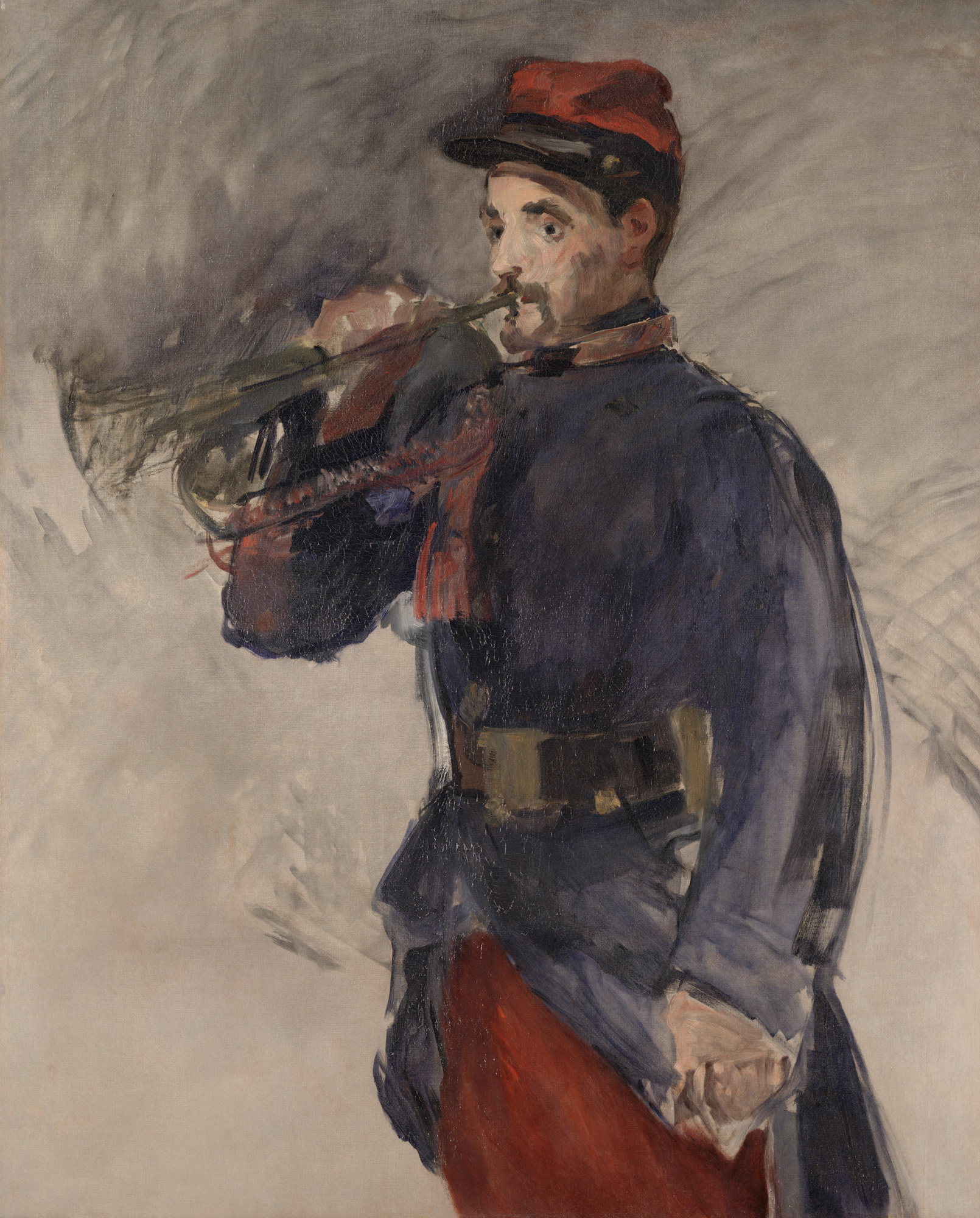
エドゥアール・マネ, The Bugler, 1882
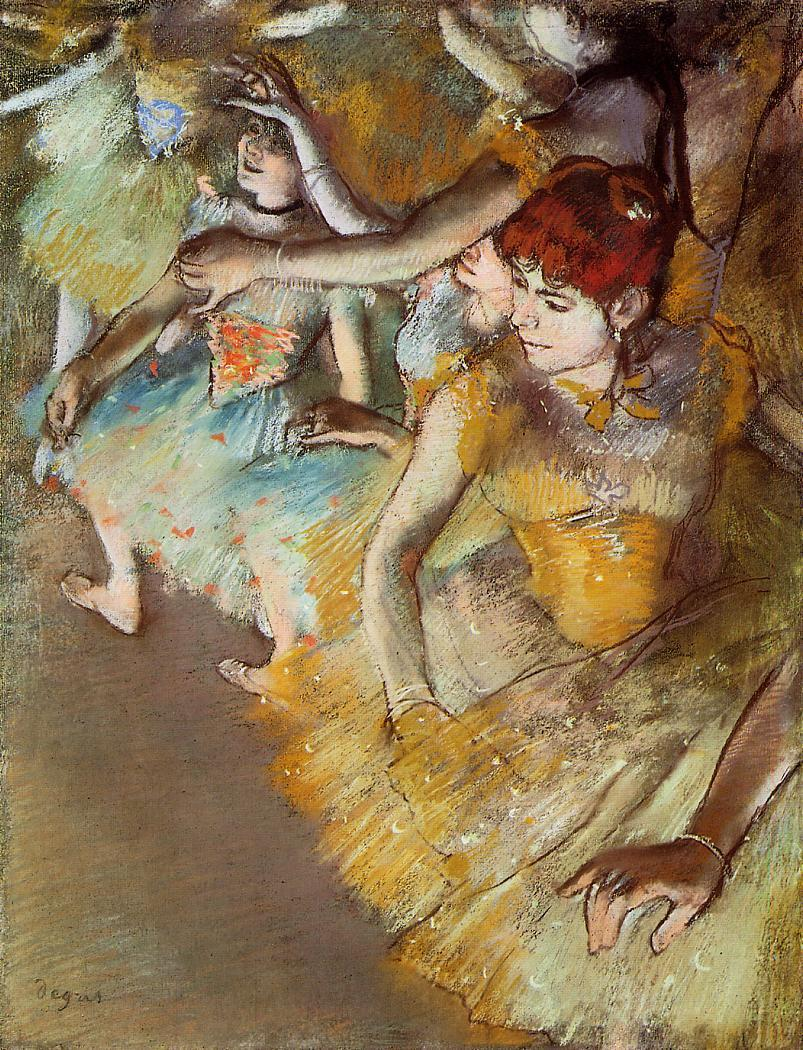
エドガー・ドガ, Ballet Dancers on the Stage, 1883
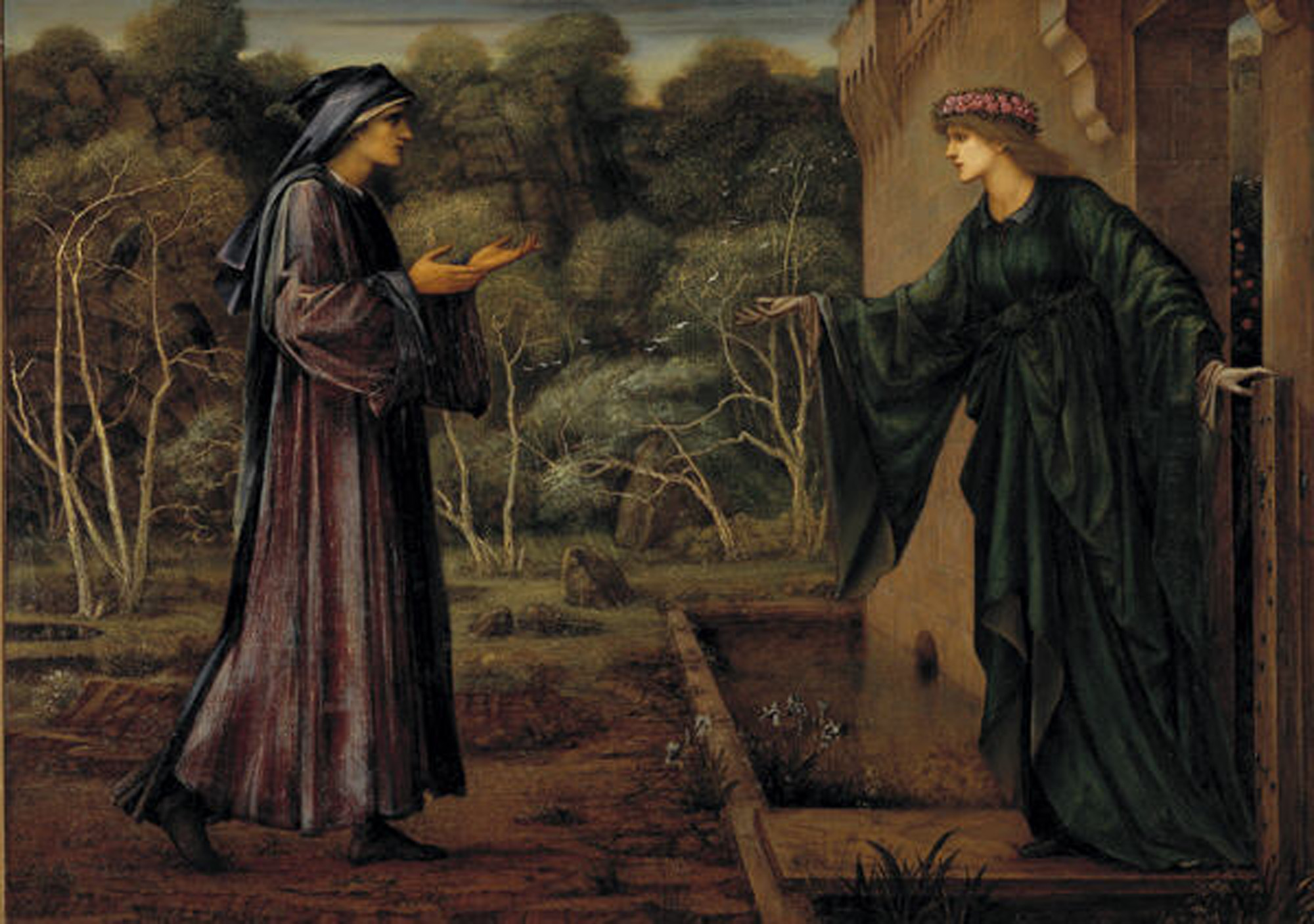
エドワード・バーン＝ジョーンズ, The Pilgrim at the Gate of Idleness, 1884
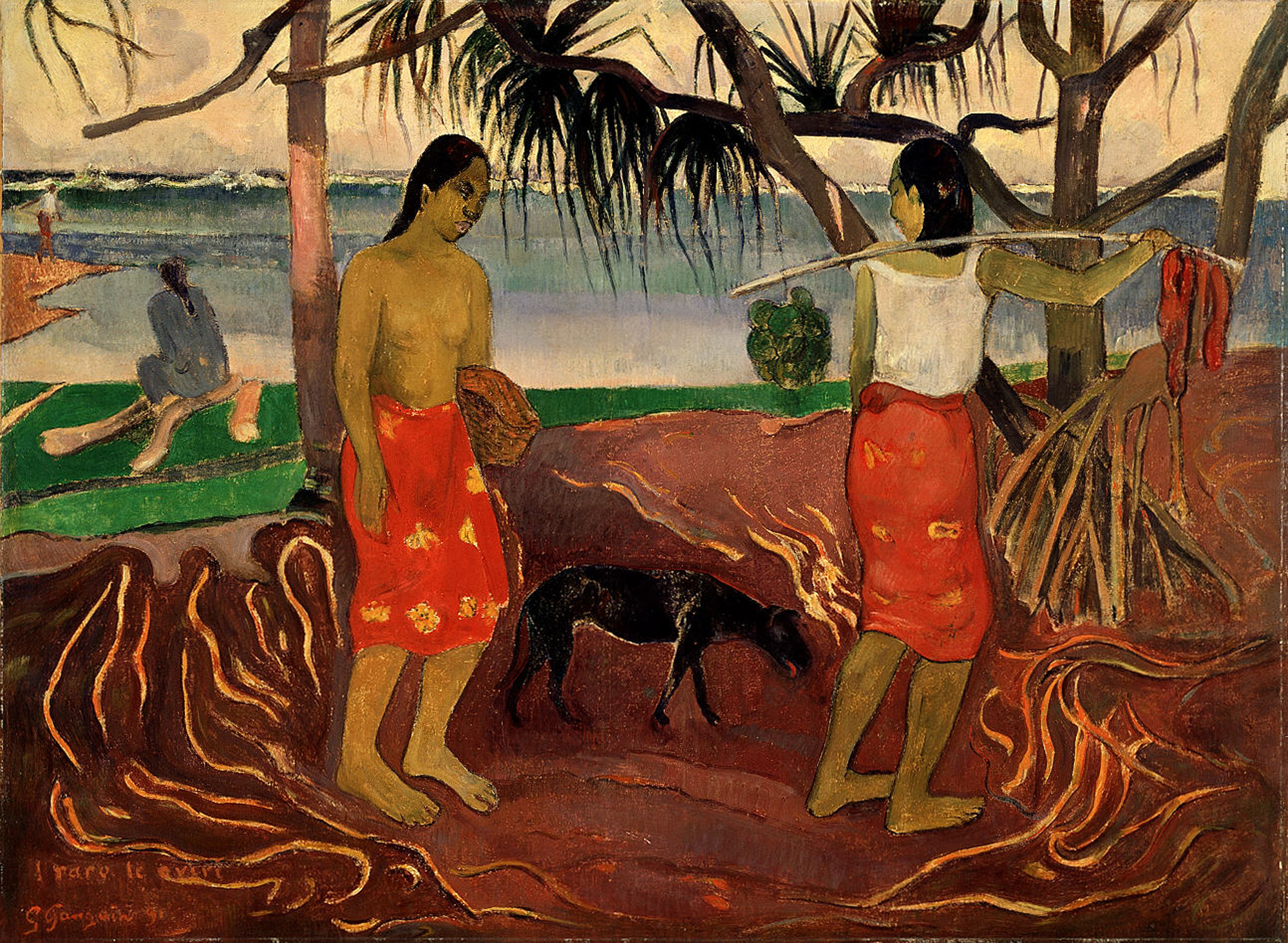
ポール・ゴーギャン, I Raro te Oviri, 1891
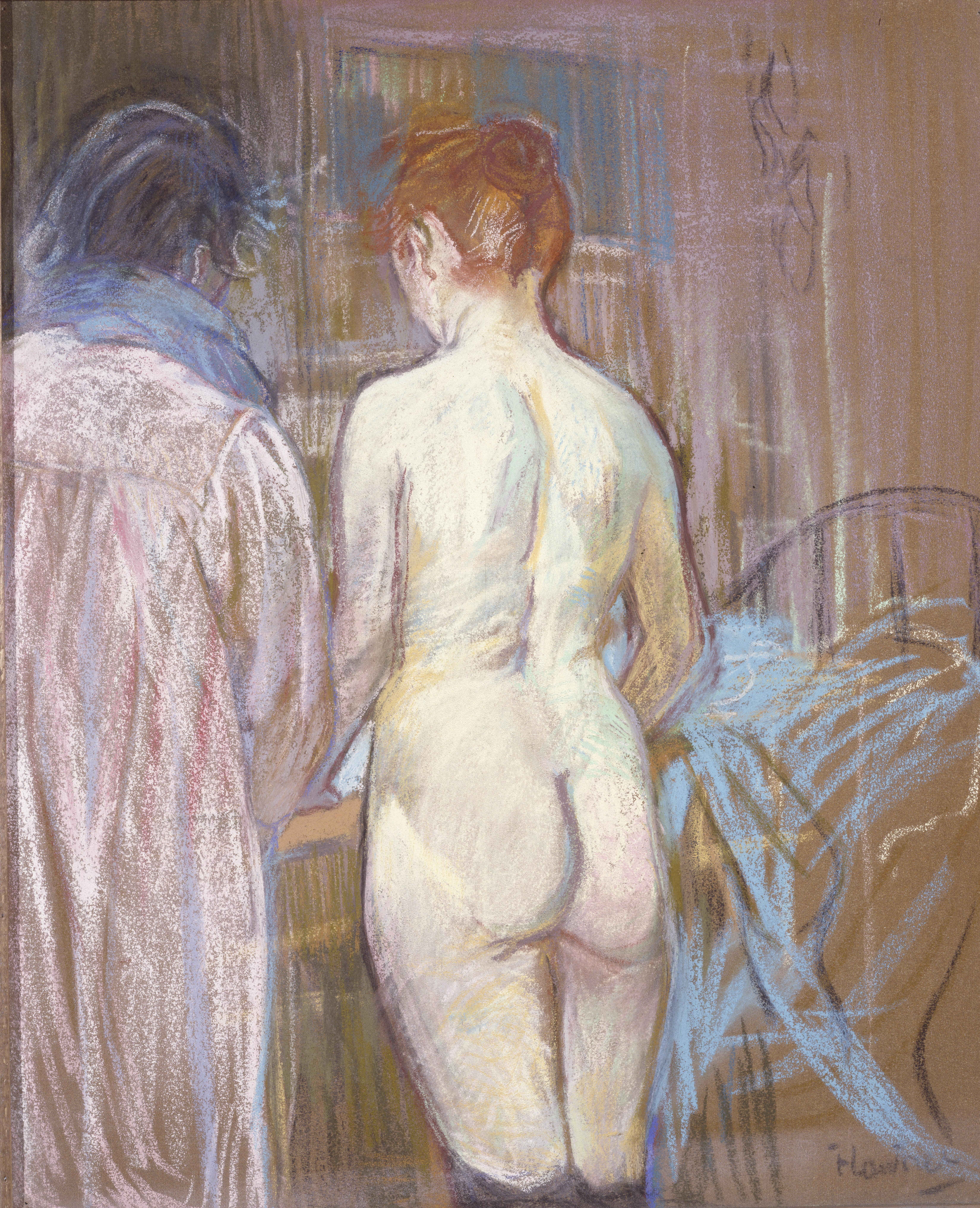
アンリ・ド・トゥールーズ＝ロートレック, Prostitutes, 1893-1895
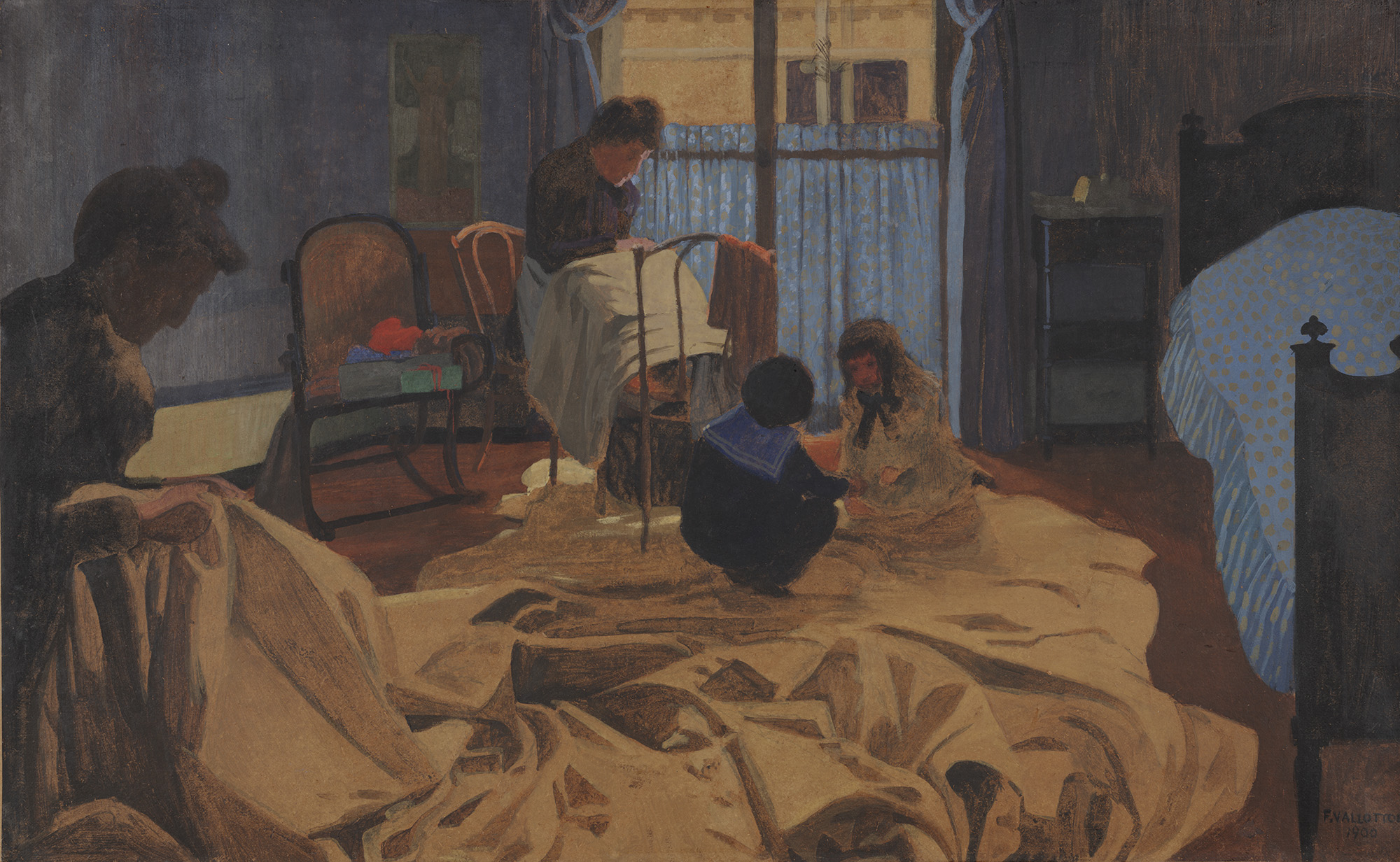
フェリックス・ヴァロットン, The Laundress, Blue Room, 1900
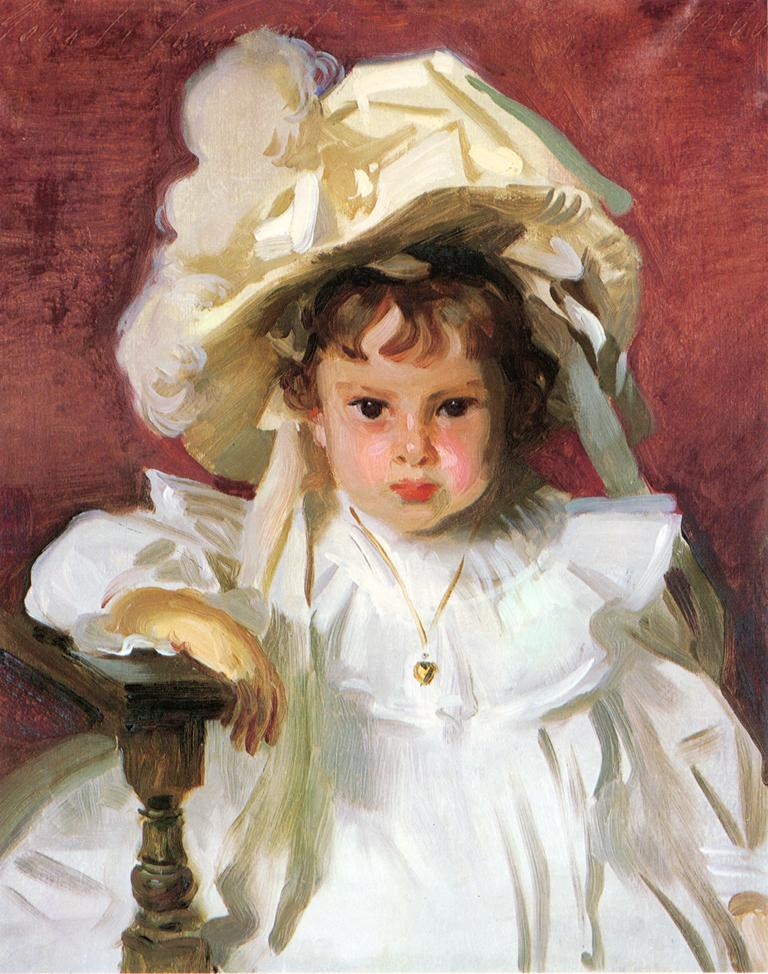
ジョン・シンガー・サージェント, Dorothy, 1900
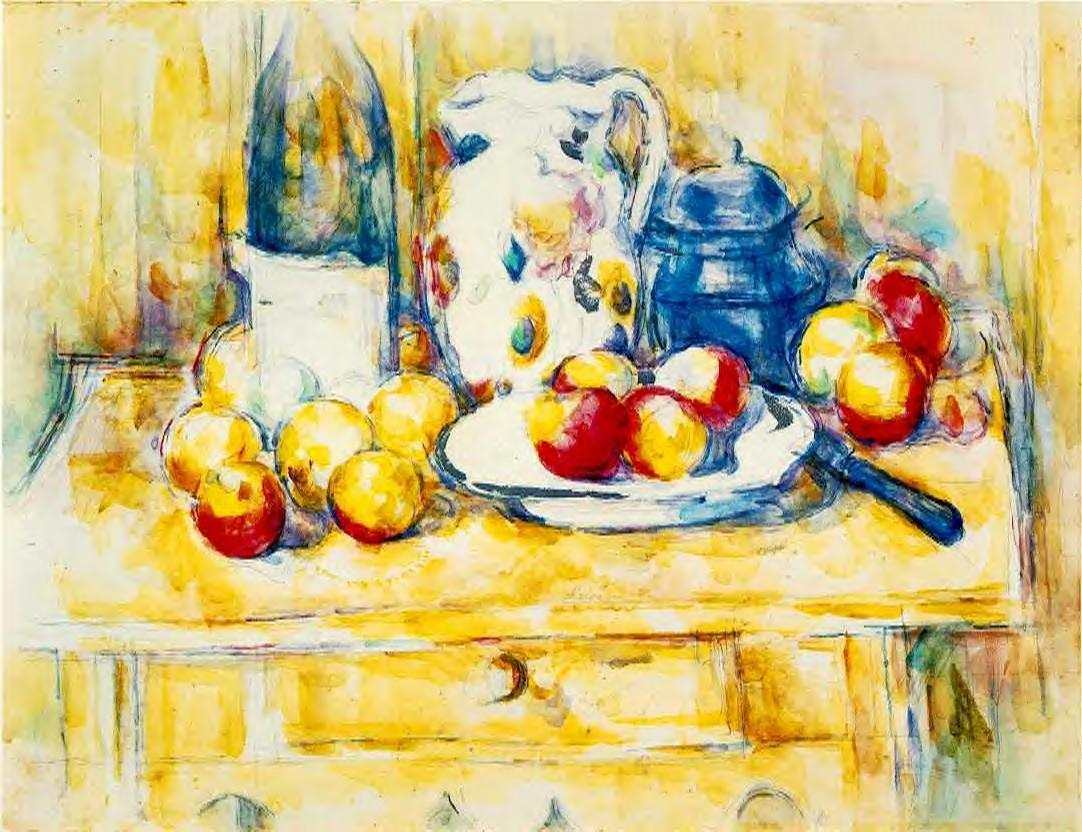
ポール・セザンヌ, 『リンゴ、瓶、ミルクポトのある静物』 1900–06
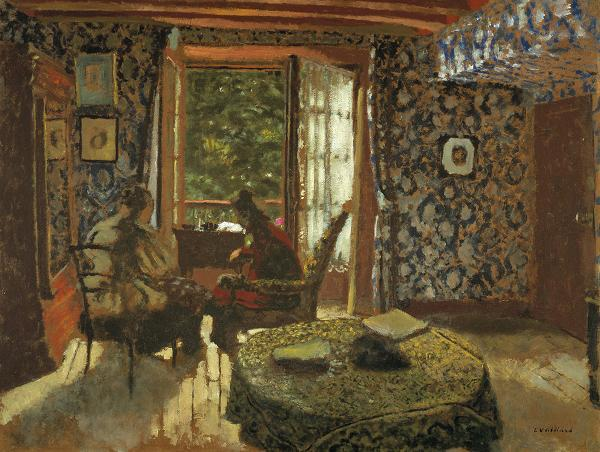
エドゥアール・ヴュイヤール, 『室内』(Interior), 1902
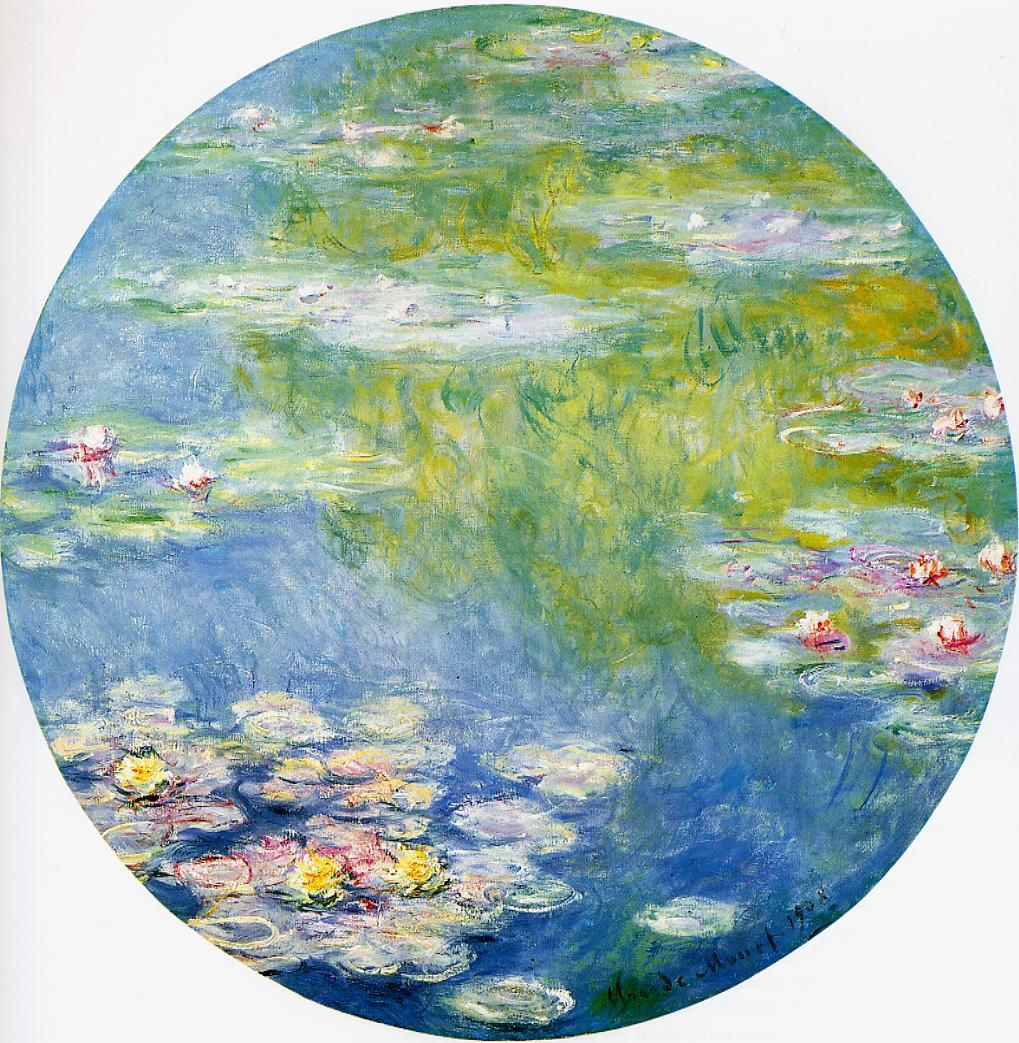
クロード・モネ, Water Lilies, 1908
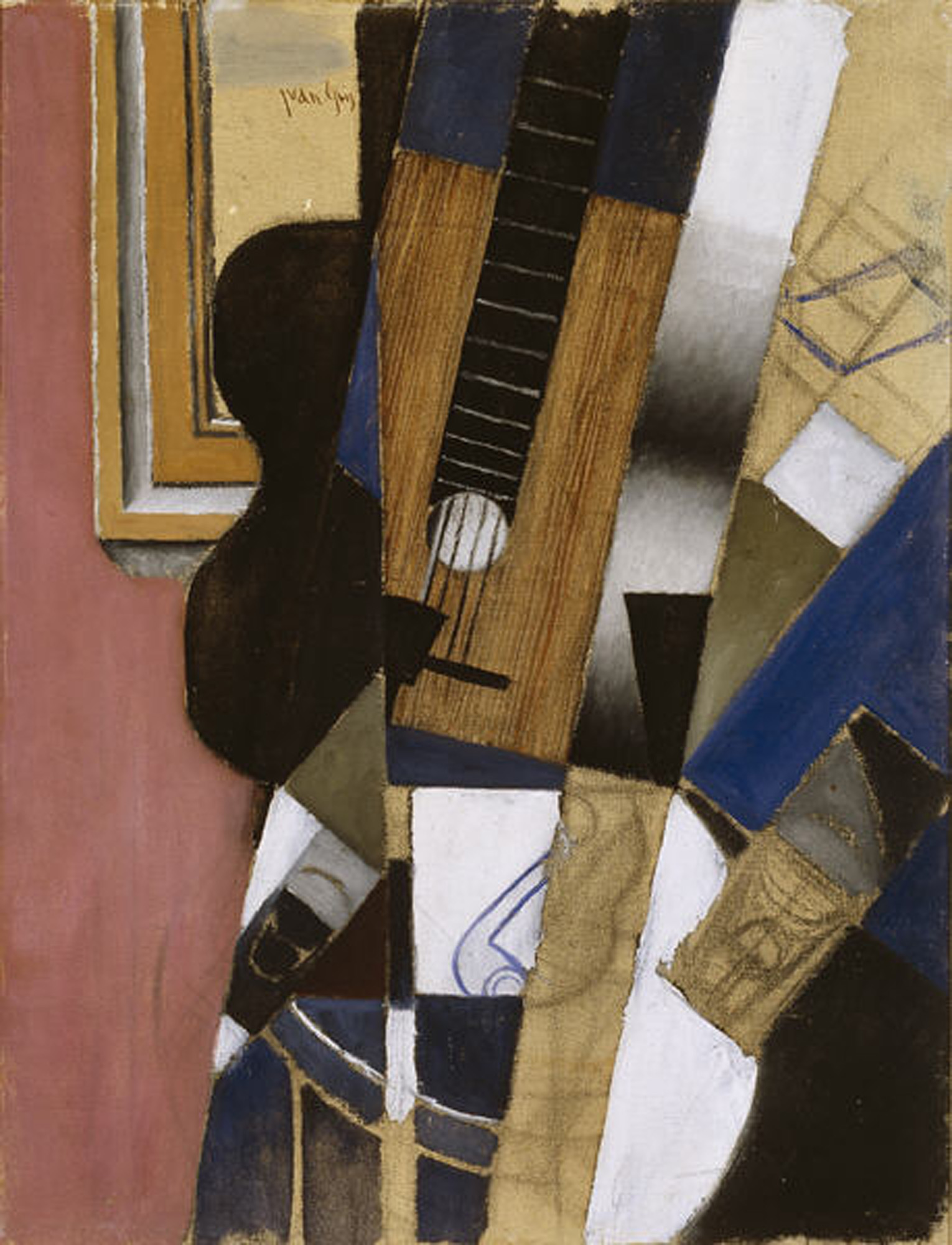
フアン・グリス, Guitar and Pipe, 1913
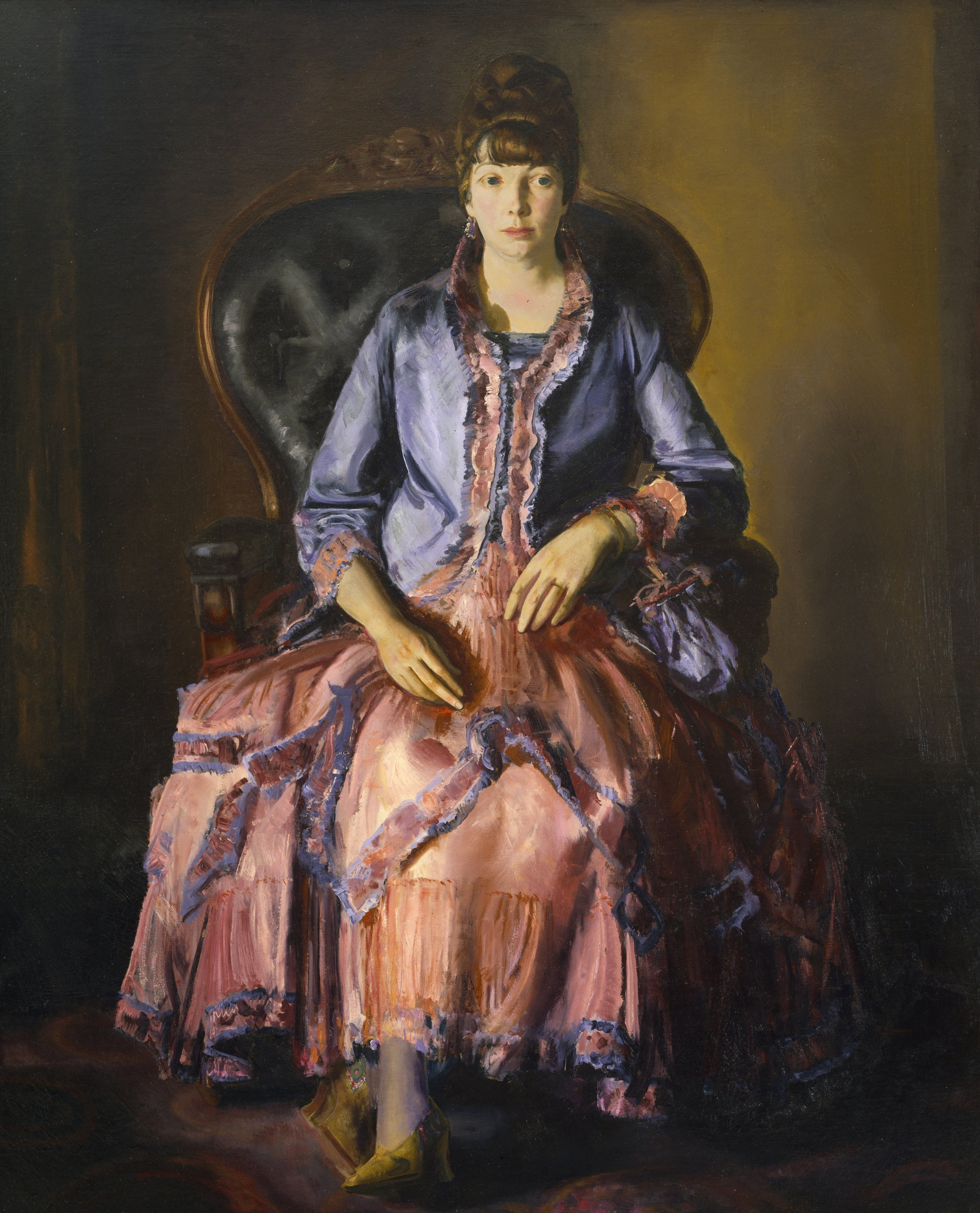
ジョージ・ベローズ, Emma in a Purple Dress, 1920–23
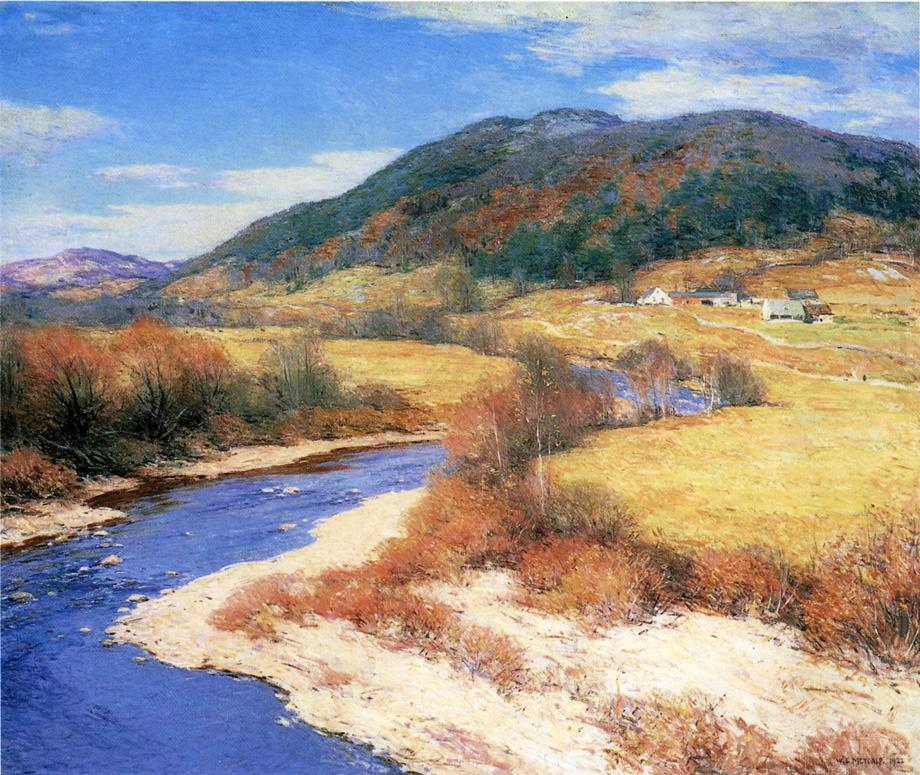
ウィラード・メトカーフ, Indian Summer, Vermont, 1922

### その他

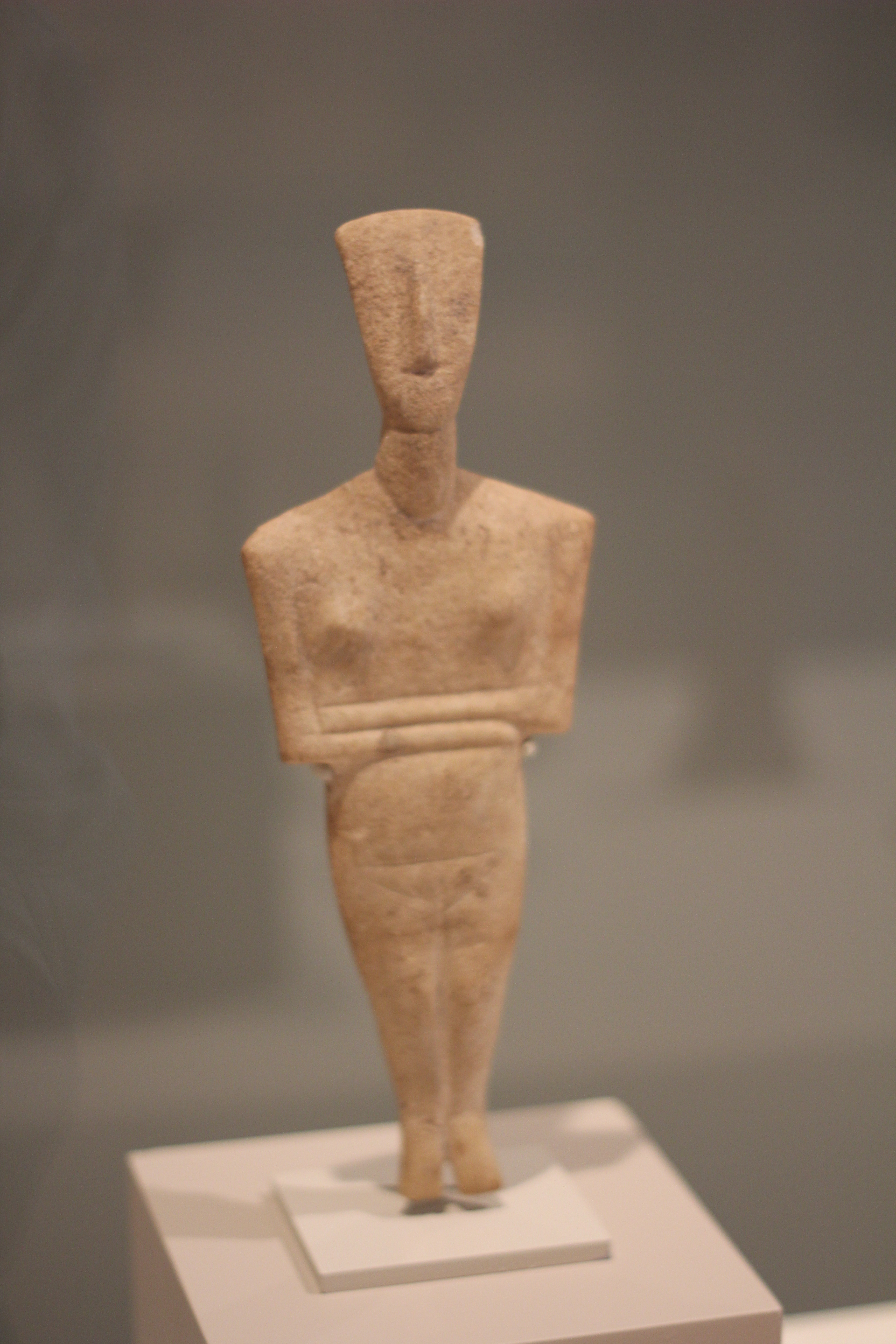
Cycladic Figurine, ギリシャ, c.2700-2100 B.C.
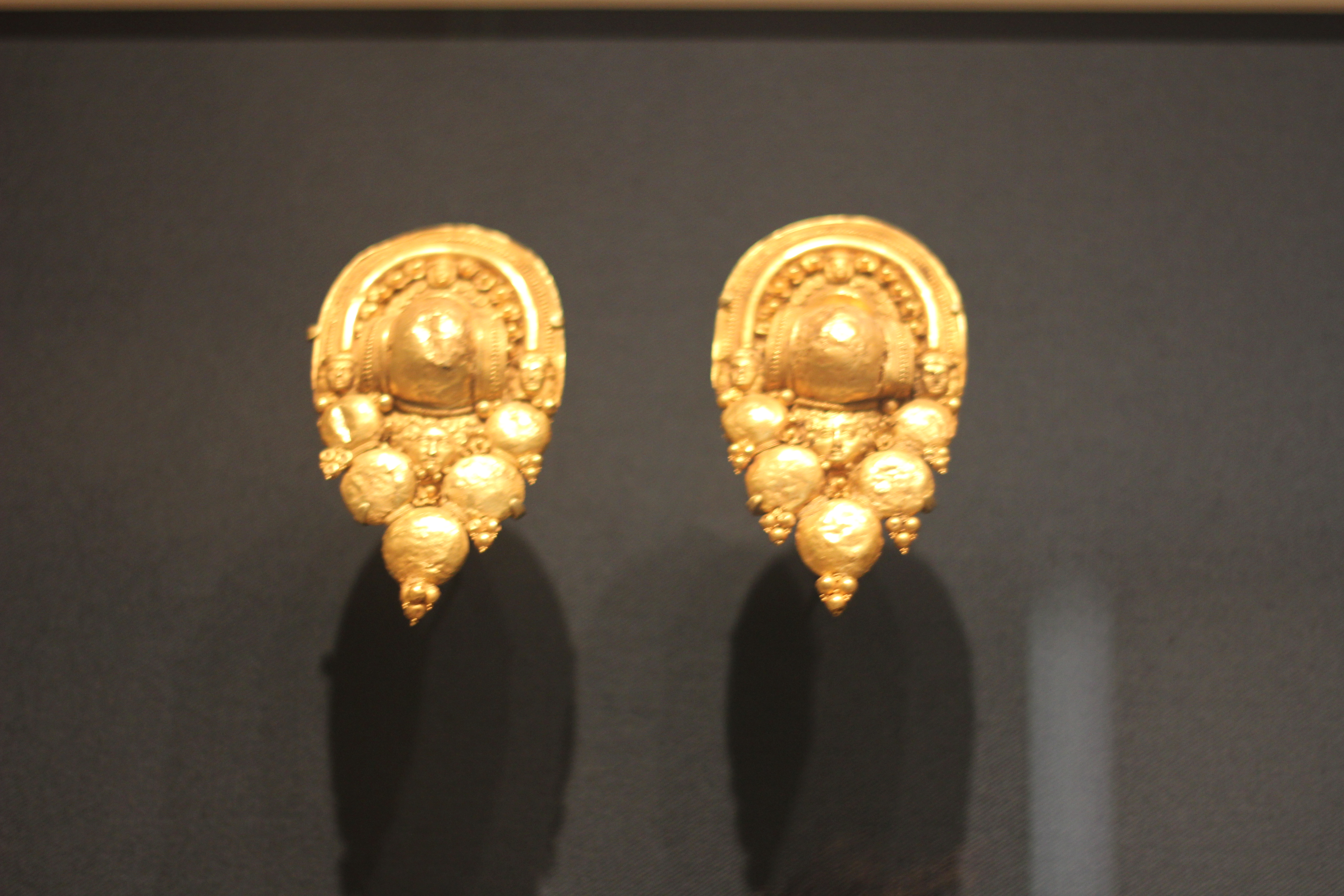
Pair of A-Grappolo Type Earrings, Etruscan, c.450-300 B.C.
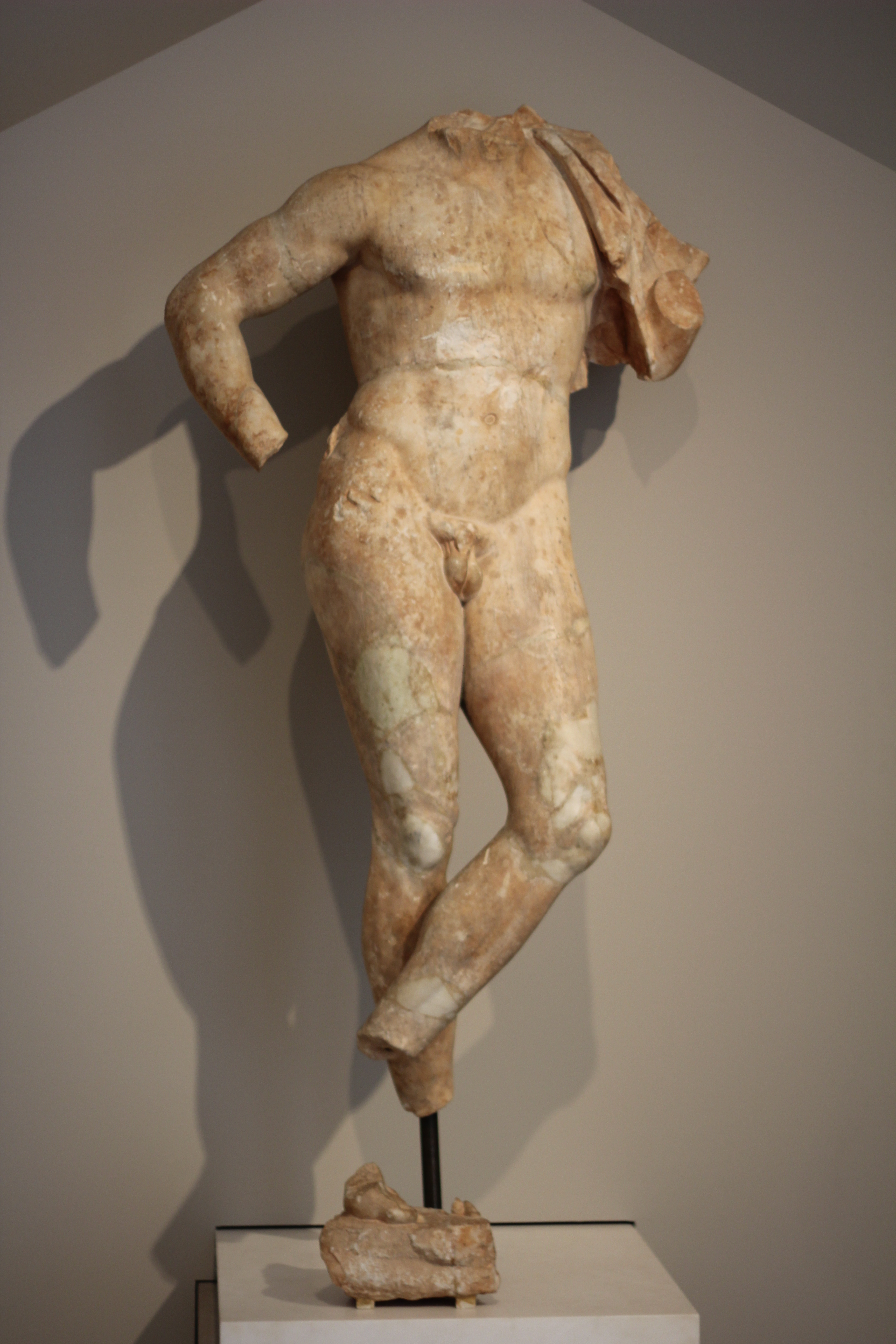
Figure of a Young Man, ギリシャ, c.330 B.C.
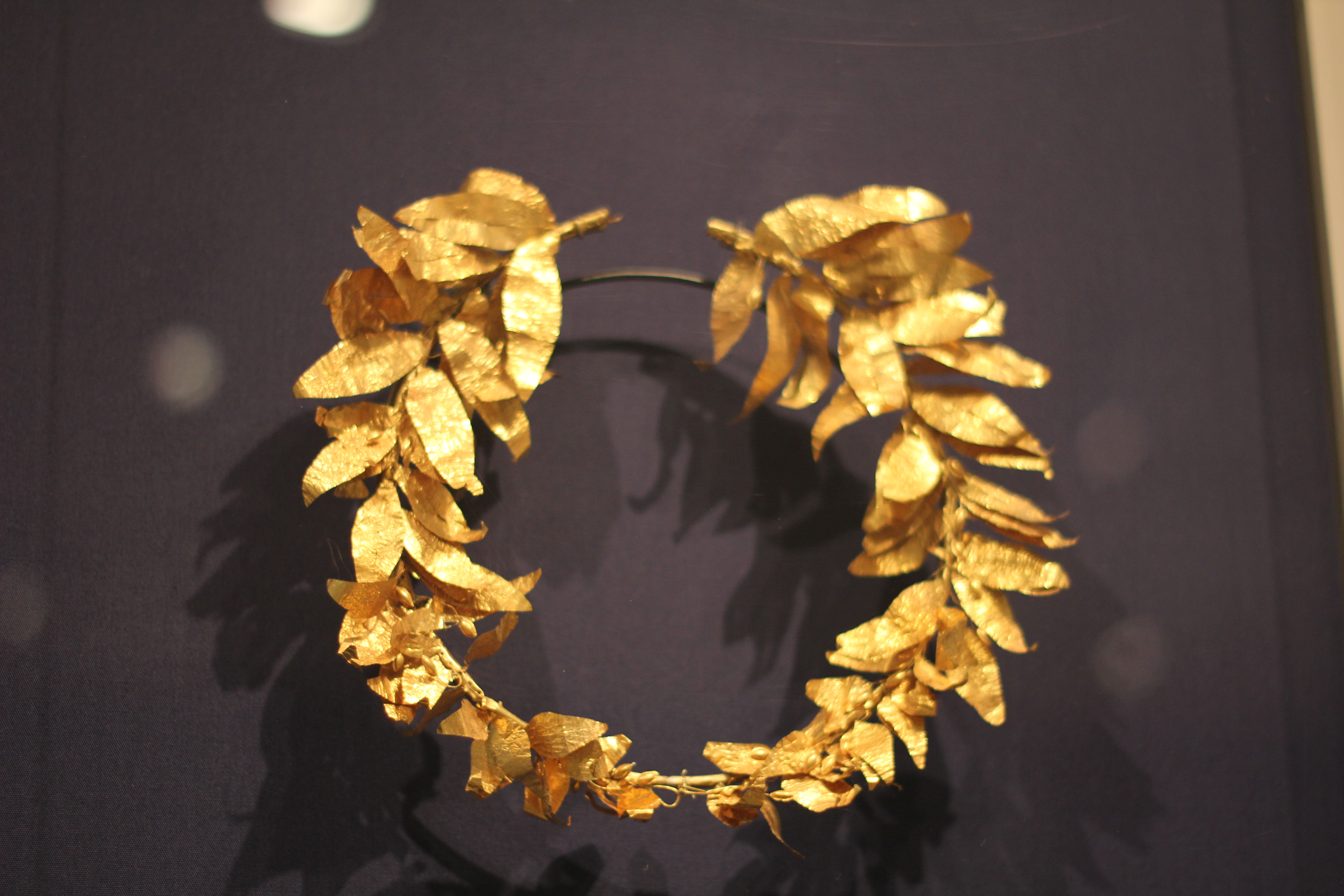
Gold Wreath, ギリシャ, c.300-400 B.C.
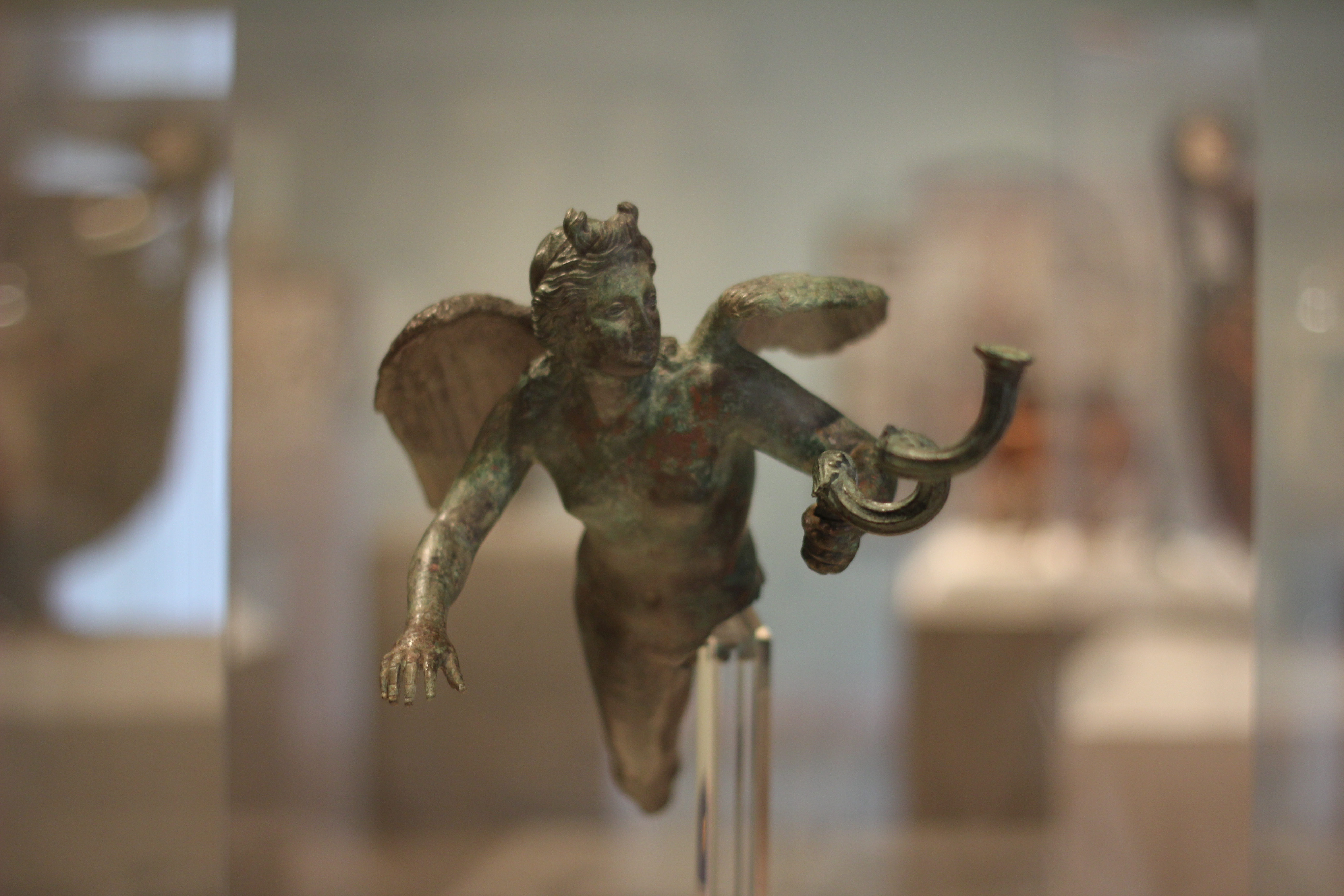
Eros Lamp Holder, ギリシャ, c.25-50 B.C.
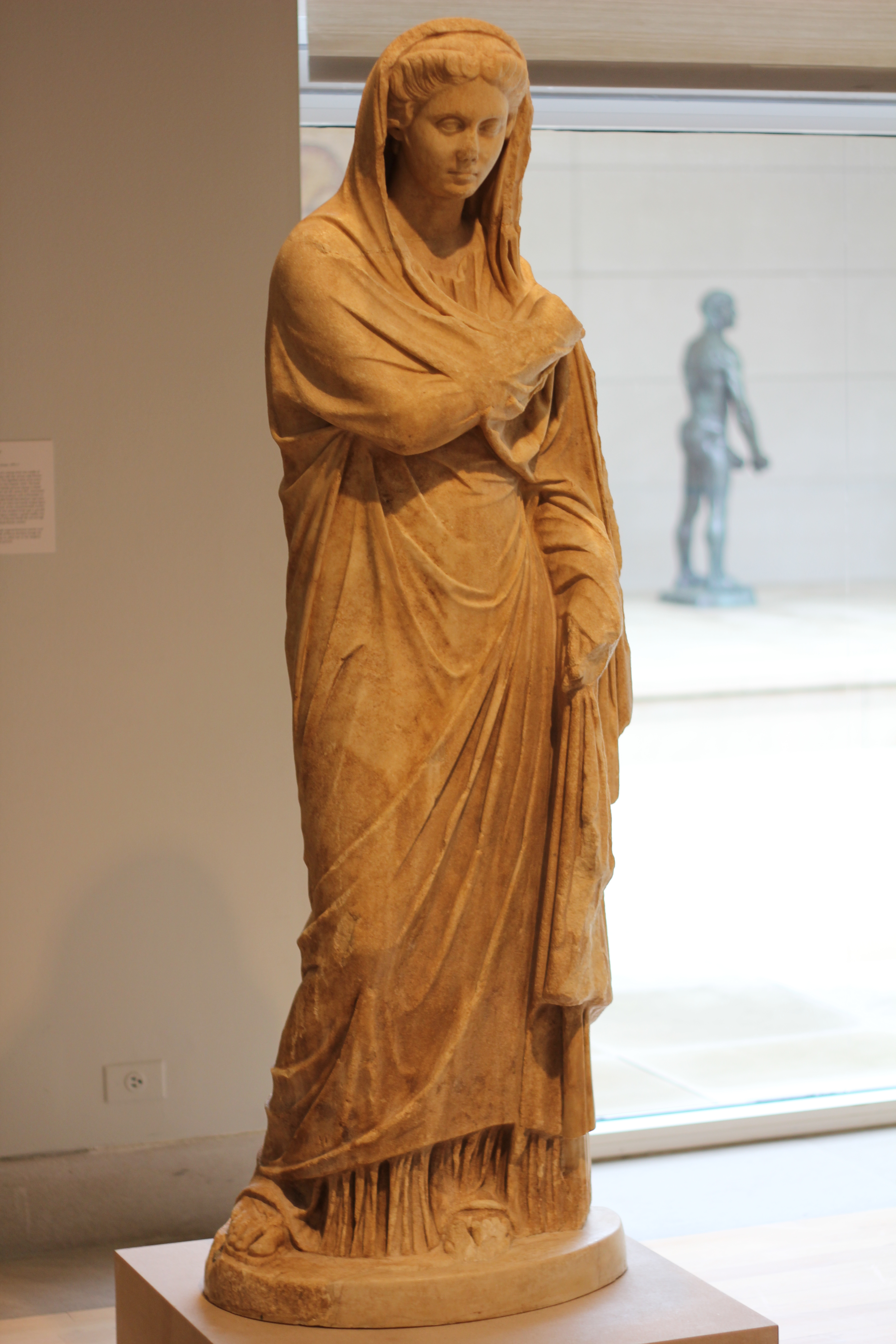
Figure of a Woman, Roman, c.100-200 B.C.
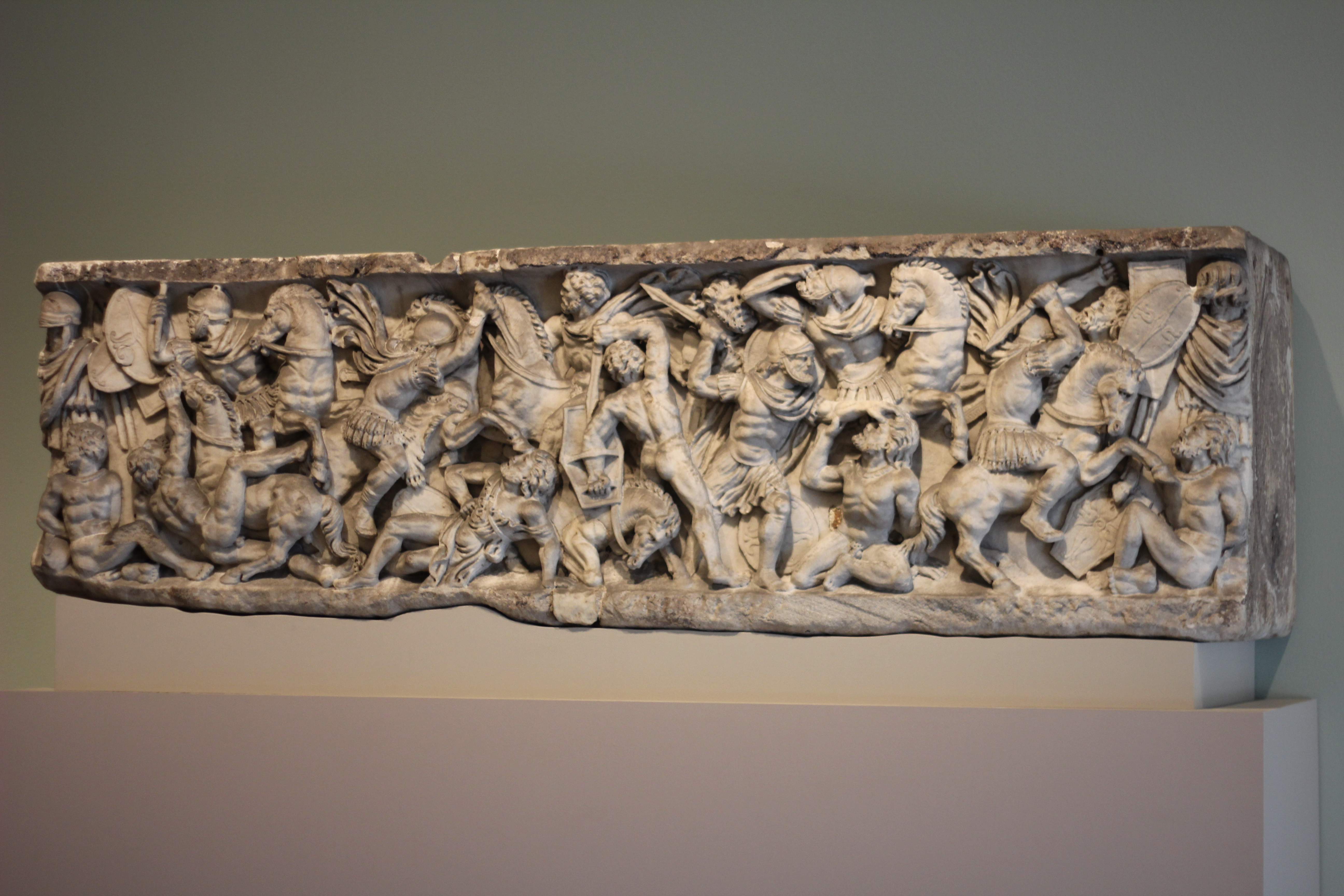
Sarcophagus with battle scene, Roman, c.190 B.C.
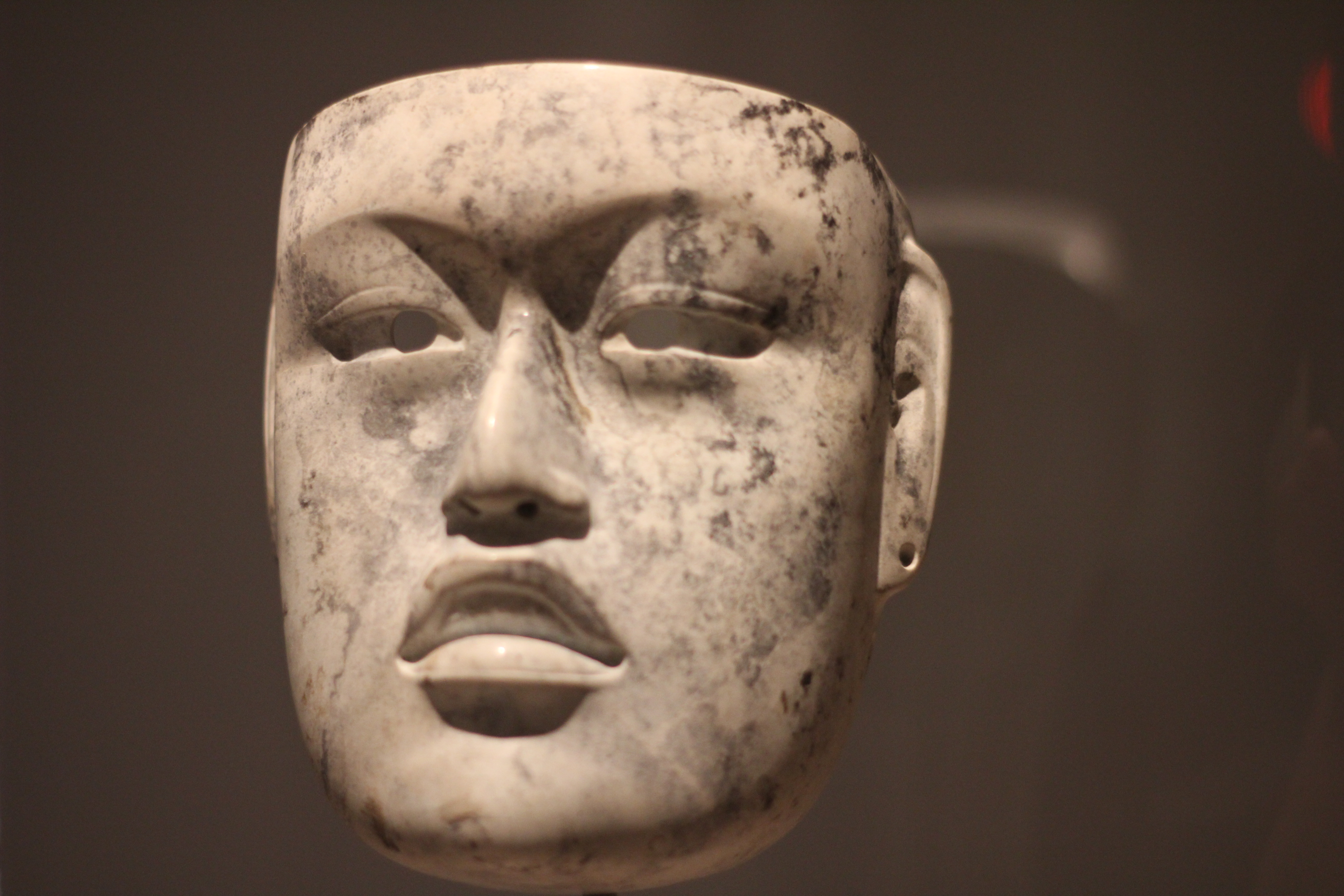
Mask, メキシコベラクルス州, 900-500 B.C.
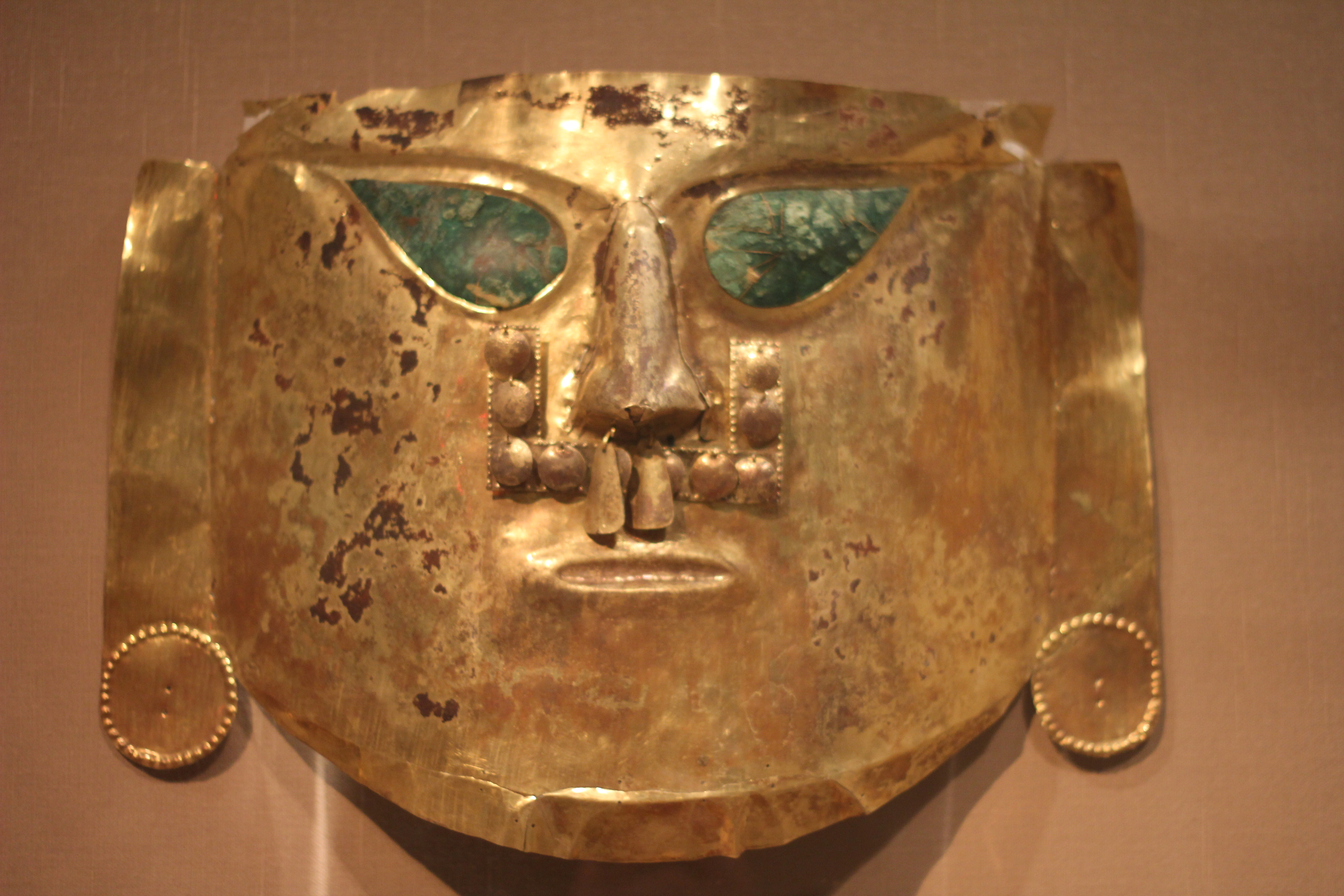
Ceremonial Mask, ペルー, North Coast, La Leche Valley, c. 900-1100 A.D.
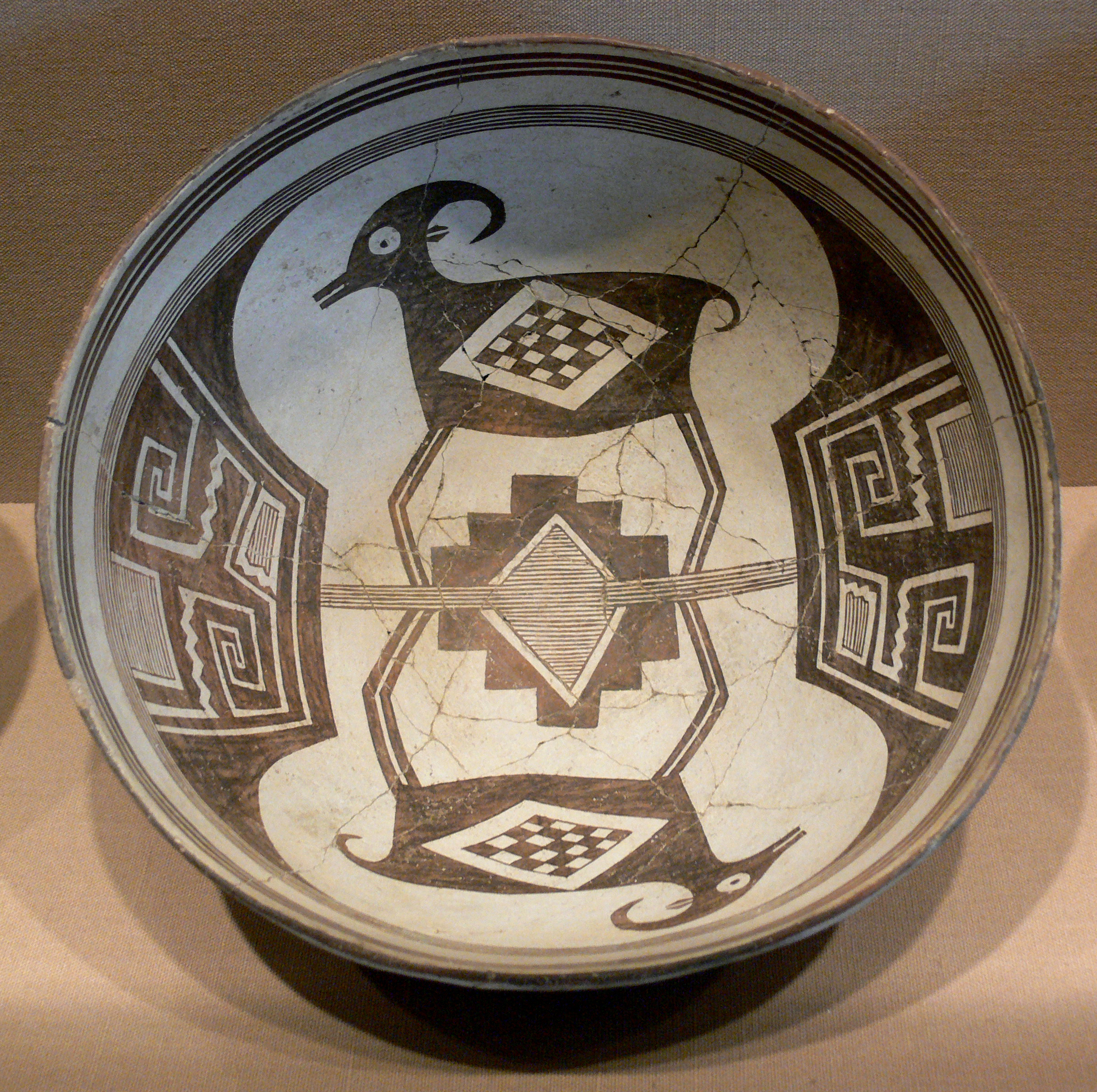
Mimbres Bowl with Bighorn Sheep and Geometrical Design, ニューメキシコ, c. 1000-1150 A.D.

## 参照
1. ↑  “The Art Newspaper Ranking VISITOR FIGURES 2015” (PDF).   The Art Newspaper. 2016年10月9日閲覧。
2. ↑  The Dallas Arts District
3. ↑  Architectural Record News | Edward Larrabee Barnes Named 2007 AIA Gold Medal Winner
4. 1 2  Dallas Museum of Art
5. ↑  Dallas Museum of Art
6. ↑  Dallas Museum of Art Archived 2012年3月1日, at the Wayback Machine.
7. ↑  Texas Centennial 1936
8. ↑  BYWATERS, WILLIAMSON GERALD [JERRY] | The Handbook of Texas Online| Texas State Historical Association (TSHA)
9. ↑  Meadows Museum at Southern Methodist University, Dallas, Texas: Exhibitions Archived 2012年11月7日, at the Wayback Machine.
10. ↑  “アーカイブされたコピー”. 2010年10月27日時点のオリジナルよりアーカイブ。2010年11月2日閲覧。
11. ↑  Dallas Museum of Art Archived 2010年4月28日, at the Wayback Machine.
12. ↑  ’’Dallas Museum of Art, A Guide to the Collection’’ Managing Editor: Debra Wittrup (1997)
13. ↑  “Archived copy”. 2016年1月20日時点のオリジナルよりアーカイブ。2015年12月14日閲覧。
14. ↑  Fast Forward: Exhibition Catalogue. Contemporary Collections for the Dallas Museum of Art, Edited by Maria de Corral and John R. Lane, 2007
15. ↑  “The Wittgenstein Silver Cabinet by the Vienna Workshops Recently Acquired by the Dallas Museum of Art”. 2015年9月22日時点のオリジナルよりアーカイブ。2015年7月3日閲覧。
16. ↑  “Deutsche Kunst und Dekoration: illustr. Monatshefte für moderne Malerei, Plastik, Architektur, Wohnungskunst u. künstlerisches Frauen-Arbeiten (23.1908)”. 2015年7月3日閲覧。[リンク切れ]
17. ↑  “Richard Nagy”. 2015年7月3日閲覧。
18. ↑  映像 - YouTube
19. ↑  映像 - YouTube
20. ↑  http://www.dma.org/sites/default/files/audio/20141115_ModernOpulenceSymp_KevinTuckerFranBaas_o2.mp3%5D%5B%5D
21. ↑  Exhibition 2008-2009 in Belvedere Vienna - Catalogue "Gustav Klimt und die Kunstschau 1908" - photos: pp. 448f and 456f
22. ↑  Dallas Museum of Art Archived 2011-07-26 at the Wayback Machine.
23. ↑  Search the collection
24. ↑  “The Transatlantic Paintings: Work by Piet Mondrian - Dallas Museum of Art - Absolutearts.com”. 2015年5月10日時点のオリジナルよりアーカイブ。2015年7月3日閲覧。
25. ↑  “The Wendy and Emery Reeves Collection”, Richard R. Bretell (1995)
26. ↑  Shone, Richard (1986). “The Reves Collection at the Dallas Museum of Art”. The Burlington Magazine 128 (998):  383–385. JSTOR 882521.
27. ↑  “Contemporary Art + Design: New Acquisitions | Dallas Museum of Art”. dma.org. 2020年10月22日閲覧。
28. ↑  “Cindy Sherman | Dallas Museum of Art”. dma.org. 2020年10月22日閲覧。
29. ↑  “Dior: From Paris to the World | Dallas Museum of Art”. dma.org. 2020年10月22日閲覧。
30. ↑  “Center for Creative Connections - Dallas Museum of Art”. www.dma.org. 2016年3月18日時点のオリジナルよりアーカイブ。2016年3月18日閲覧。
31. ↑  Julia Halperin (April 15, 2013), Dallas Museum of Art Pushes the Frontiers of Audience Engagement Archived 2014-01-16 at the Wayback Machine. Artinfo.
32. ↑  Michael Granberry (September 28, 2015), Dallas Museum of Art director leaves for NYC Archived 2015-12-22 at the Wayback Machine. Dallas Morning News.
33. ↑  “The Wittgenstein Vitrine  - Dallas Museum of Art”. www.dma.org. 2016年1月23日時点のオリジナルよりアーカイブ。2016年1月23日閲覧。